# 只見特定地域総合開発計画

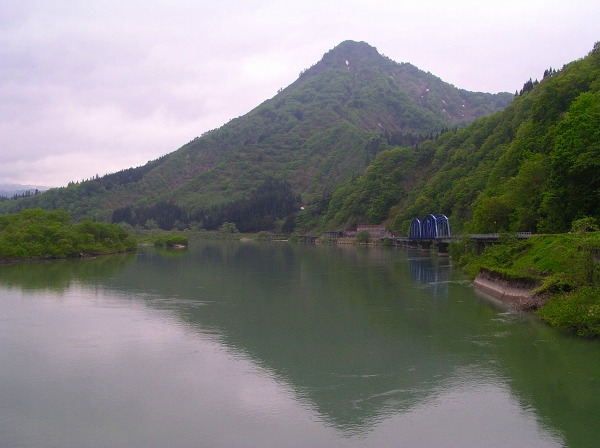
開発の対象となった只見川
（JR会津塩沢駅（寄岩橋）付近）

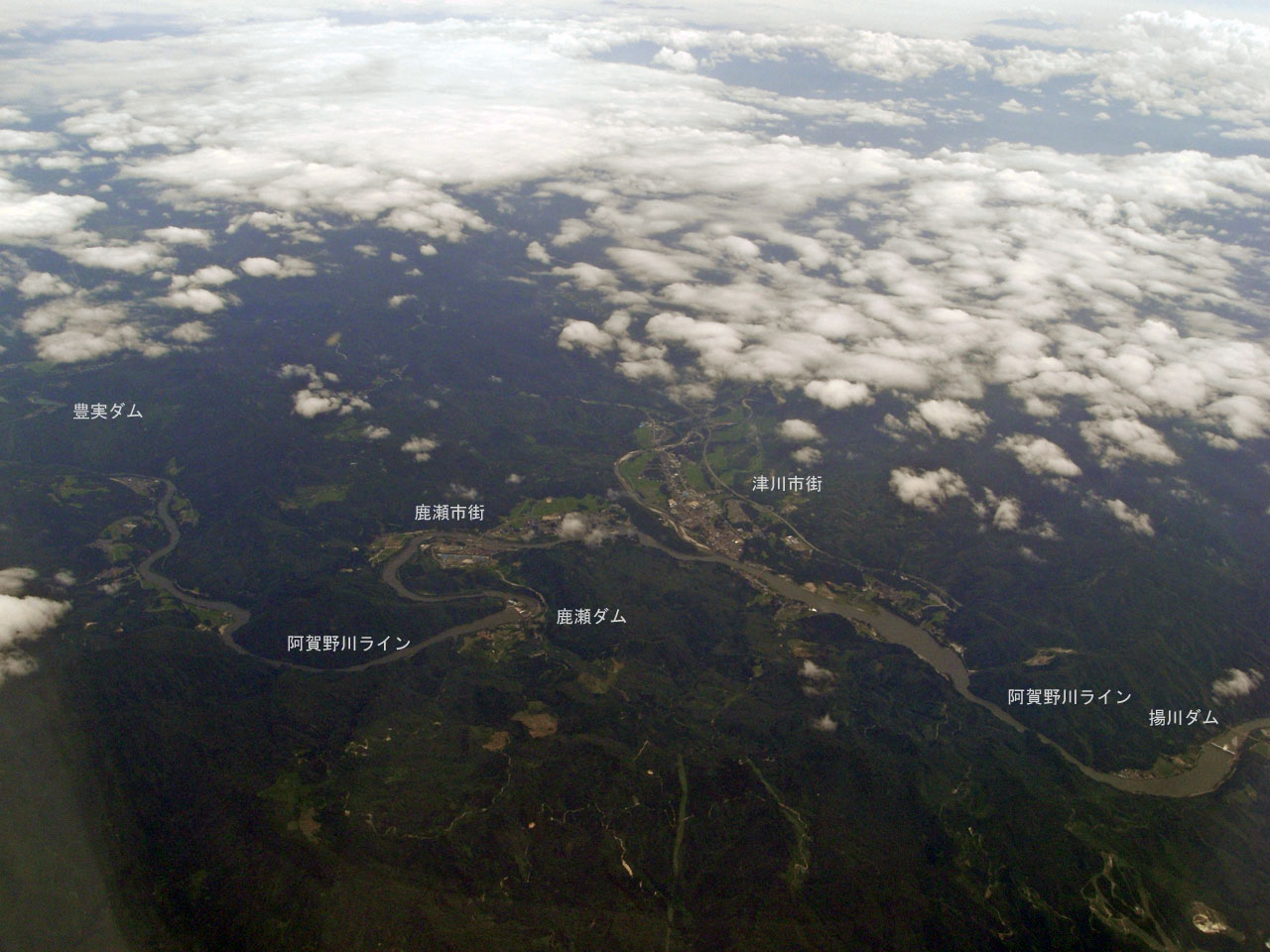
開発が進められた阿賀野川中流部
（新潟県北蒲原郡阿賀町付近上空）

只見特定地域総合開発計画（ただみとくていちいきそうごうかいはつけいかく）とは、1950年（昭和25年）に施行された国土総合開発法に基づき日本国政府が定めた地域開発計画の一つである。
福島県と新潟県にまたがって流れる阿賀野川水系最大の支流・只見川を中心に、阿賀野川下流に至るまで大小さまざまな水力発電所とダムを建設し、発生した電力を関東地方と東北地方に供給する目的で計画された大規模な河川開発である。この計画の中には奥只見ダムや田子倉ダム（たごくらダム）といった日本のダムの歴史に名を刻む大事業が含まれ、日本の電気事業史や日本の土木史においても特筆される事業である。

## 地理

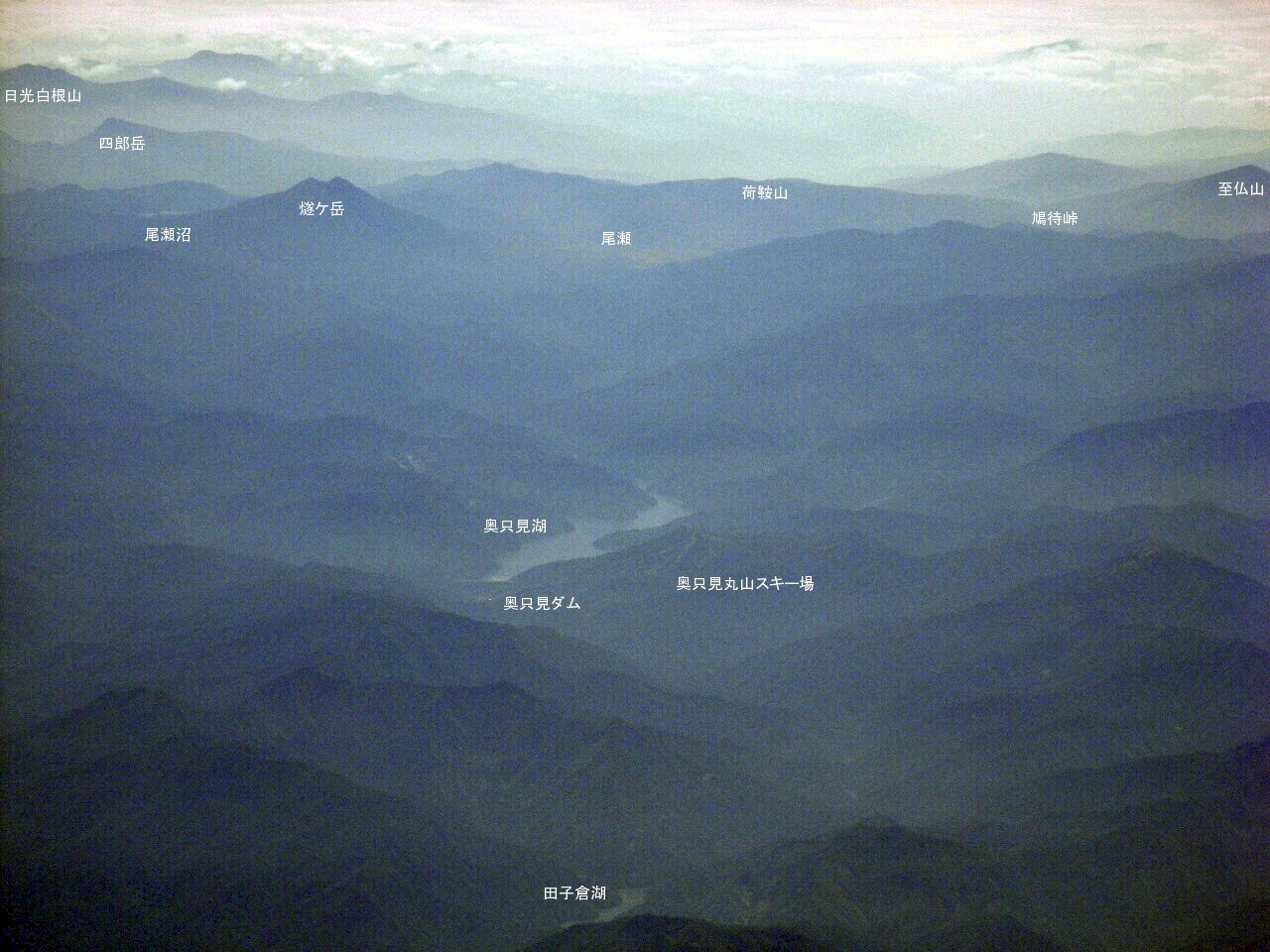
只見川最上流部尾瀬沼・尾瀬から田子倉湖と燧ヶ岳

只見川は、群馬県・新潟県・福島県の三県にまたがる尾瀬国立公園の一つ、尾瀬沼がその水源であり、湿原の水を集めながら三条の滝を経て北へ流路を取り、深いV字谷を形成しながら南会津郡只見町の中心部付近で東から流れる伊南川（いながわ）を合わせる。ここから北東に向かいながら「会津のマッターホルン」とよばれる蒲生岳を抜けて大沼郡金山町で野尻川を合わせた後沼沢湖の横を流れ、大沼郡三島町、河沼郡柳津町・会津坂下町を過ぎた後に喜多方市旧山都町付近で阿賀野川に合流する。流路延長146.0キロメートル・流域面積約2,800平方キロメートルの日本屈指の大河川である。
只見川は流域の大半が山地で占められ、平地はごくわずかである。特に上流部は三国山脈の険しい山岳地帯で人跡未踏の地も多い。加えて年間雨量は2,500から3,000ミリに達する多雨地帯であり、しかも冬季は豪雪地帯で春季の融雪と夏季の多雨によって水量は極めて豊富で、会津坂下町片門におけるピーク時の基本高水流量は毎秒9,000立方メートルにも及ぶ。加えて源流から阿賀野川合流点までの落差が1,500メートル近くもある。
こうした自然条件は、急流・豊富な水量・高落差という水力発電の好条件を全て備えており、只見川は水力発電には日本で最も有望な地点の一つとして古くは明治時代から電力会社にとっては垂涎（すいぜん）の的であった。現在とは違い当時は日本各地におびただしい数の電力会社が存在しており、経営拡大のため激烈なシェア争いを演じていた。只見川の開発を成功させることは、他の電力会社に対し一頭地を抜く存在になり得ること明らかで、いわば電力会社にとって只見川は「宝の山」的な存在であった。しかし険しい山岳地帯と厳しい気象条件がこれを阻み、本格的な開発にはなかなか乗り出すことができなかった。

## 沿革
只見川・阿賀野川の水力発電の歴史は、一方で電力会社の勃興・合併・拡張の歴史でもある。ここでは時系列でその沿革を記す。

### 明治・大正時代

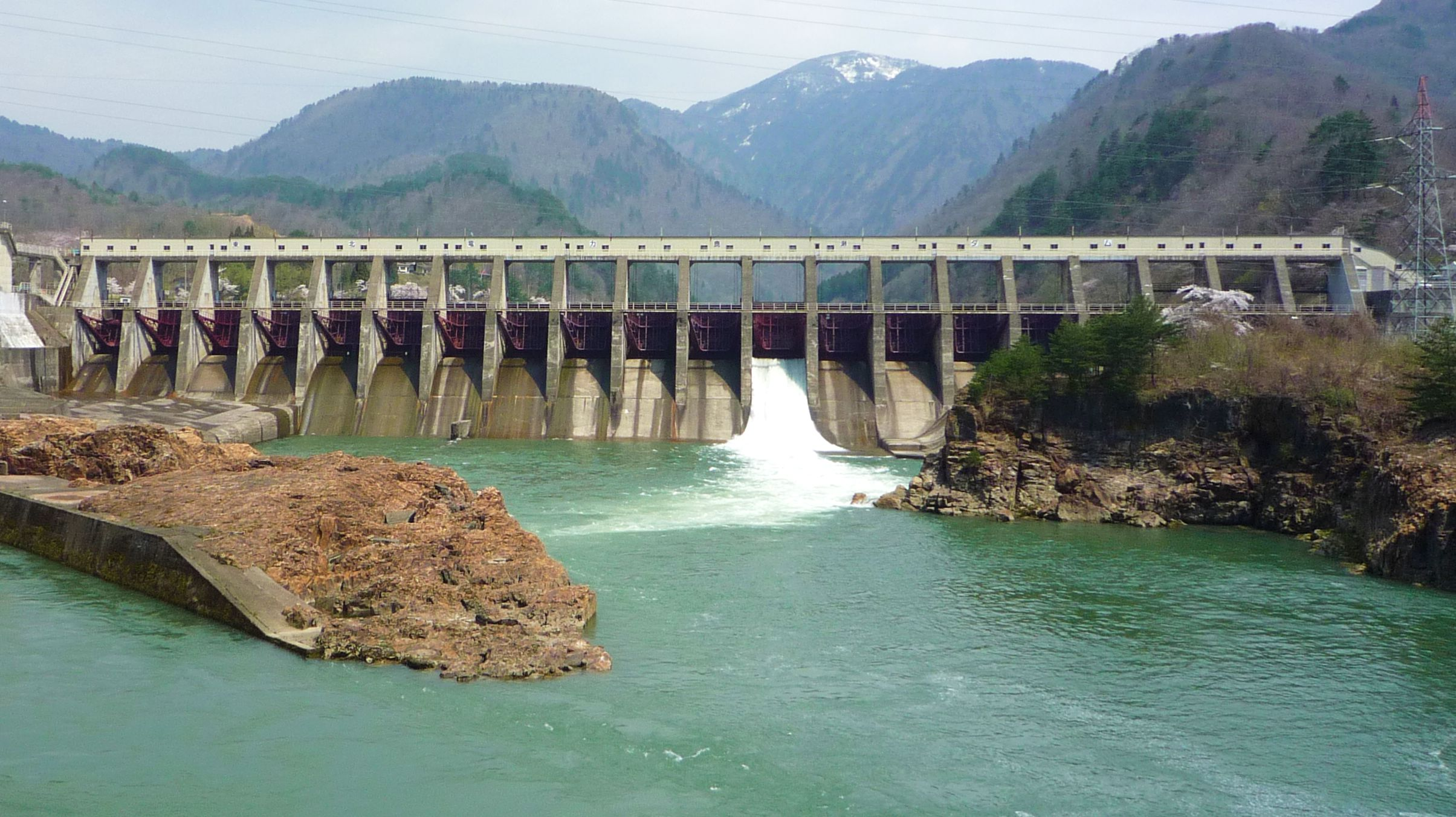
阿賀野川水系初の発電用ダム・鹿瀬ダム。

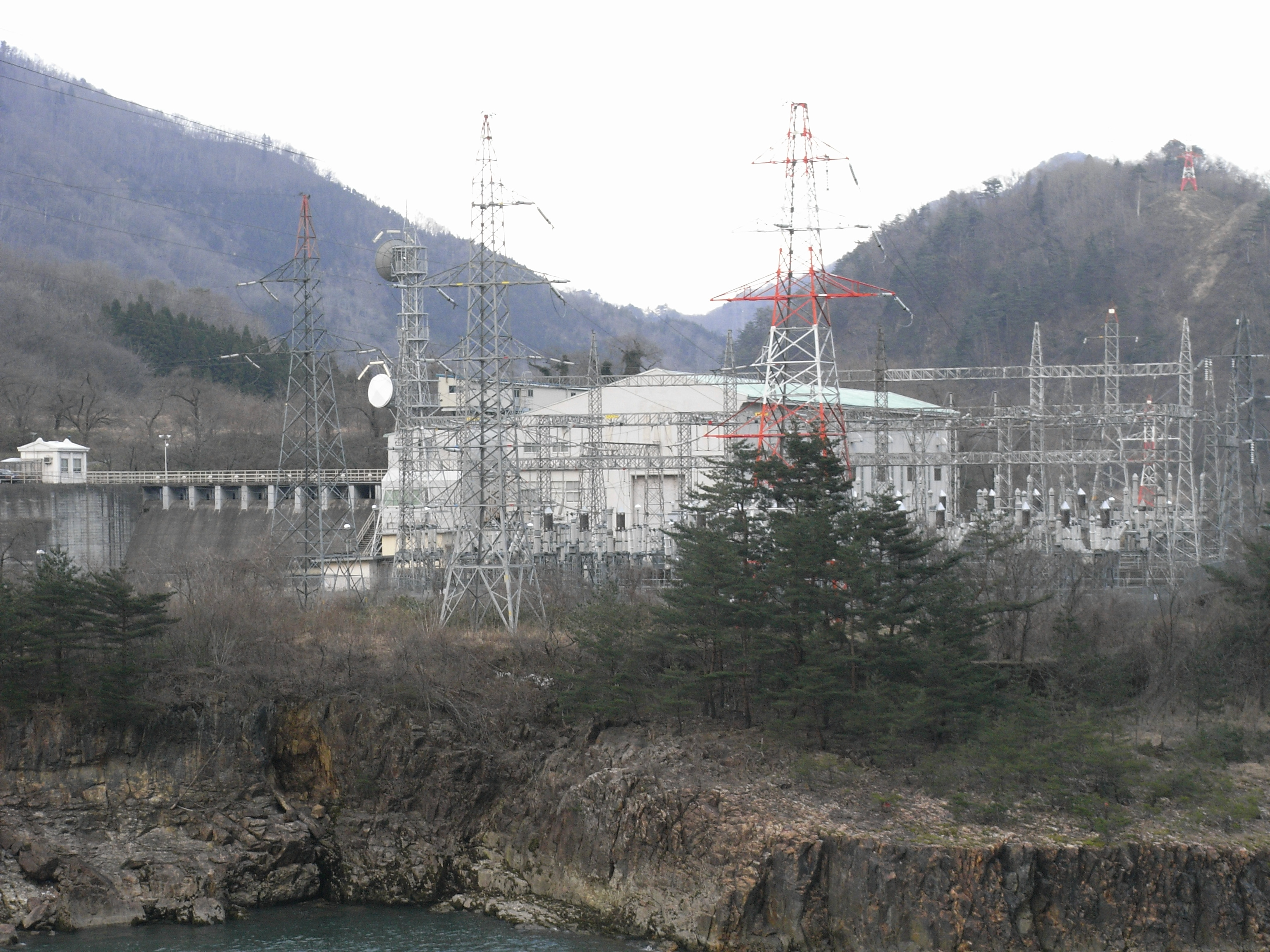
東信電気によって1928年（昭和3年）に運転を開始した鹿瀬発電所。

只見川において、初めて水力発電事業が計画されたのは1910年（明治43年）のことであった。岩代水力電気発起人の大田黒重五郎らが只見川と伊南川に各一箇所の水路式発電所を計画し、河川管理者である宮田光雄福島県知事 に申請したのが最初とされる。これ以降さまざまな電力会社が只見川や阿賀野川、沼沢湖の発電用水利権取得申請を行った。数多の会社が水利権申請を行ったが、最初に福島県知事の許認可を受けたのは現在の耶麻郡西会津町を地盤とした野沢電気株式会社 であった。1916年（大正5年）創立のこの会社は資本金を増額するという条件で只見川の水利権を1919年（大正8年）に獲得した。この結果会社の株式はプレミアムが付くほど高騰し、結果条件として掲げていた資本金1千万円（当時の価格）を集めることが出来た。それまで「野沢電気の電灯は夜にちらりと光るだけ」と地元民から揶揄（やゆ）されていた貧弱な電力会社が、一躍時代の寵児となったのである。
この水利権獲得を機に野沢電気は「只見川水力電気株式会社」と改称し、現在の大沼郡金山町にある上田発電所付近を取水口として、トンネルを経て西会津町の阿賀野川に出力1万キロワットの水路式発電所・野沢発電所を建設するという計画を立てた。ところが許可の際に福島県内務部長から効率的な水力発電方法に改善するよう指示を受け、その計画変更許可申請書を提出するように命令が出されていたにもかかわらず、只見川水力電気は定められた期限までに申請書を提出しなかったので折角取得した水利権を喪失するという失態を犯した。空白となった水利権に対して再度多くの電力会社から取得の申請が出されたが、最終的に東北水電株式会社が只見川水力電気を合併して有利な方法による水力発電計画を提示したことにより水利権を獲得した。東北水電は水利権を獲得すると「東北電力株式会社」を創立。再度野沢発電所の計画に乗り出したのである。
只見川下流での水利権獲得競争が始まった頃、源流である尾瀬沼についても水利権申請が行われていた。関東水電株式会社 は1919年8月14日、尾瀬沼にダム式発電所を建設して利根川水系の片品川に導水し、水力発電を行うことを利根川の河川管理者であった群馬県知事に申請していた。この申請は当時の原内閣の内務大臣であった床次竹二郎の強力な後援もあって関東水電に水利権の使用許可が下りた。ここに尾瀬原ダム計画が開始されたが宮田福島県知事は1921年（大正10年）に尾瀬沼の関東水電への水利権取得は容認できないとして反対を表明した。その後関東水電と群馬県の動きに対抗すべく尾瀬沼の発電用水利権を14件認可したが、内務省と逓信省は関東水電の計画を優先し福島県が許可した水利権使用を全て却下した。この間、平野長蔵が尾瀬原ダム建設に反対するため、単独で尾瀬に定住して抵抗の姿勢を表し、原内閣の後を継いだ加藤友三郎内閣の水野錬太郎内務大臣に計画の中止を求める書簡を送っている。
一方下流の阿賀野川については立憲政友会所属で阿賀川水力電気発起人の一人であった吉野周太郎が1918年（大正7年）に水利権使用申請許可を宮田福島県知事に申請したのが最初である。だが政友会と対立する憲政会所属の大島要三が同志19名と語らい岩越電力株式会社を組織して同じく阿賀野川の水利権使用申請を申請したのである。政友会と憲政会の代理戦争の様相を呈した阿賀野川の水力発電開発は同年12月に政友会所属でもあった宮田知事が阿賀川水力電気に水利権の使用許可を与える旨内諾した。だが宮田知事は内諾後すぐに転出、水利権使用許可申請は6年間保留状態であった。6年後福島県知事が川淵洽馬に替わると岩越電力は再度水利権の申請を行ったが、この時川淵知事は「上流が政友会なら下流は憲政会の方が公平を期すことが出来る」として只見川合流点より下流の阿賀野川の水利権を福島県側上流部は阿賀川水力電気に、新潟県側下流部は岩越電力に与えた。岩越電力は水利権を取得後の1927年（昭和2年）、東信電気株式会社に買収され、現在の新潟県東蒲原郡阿賀町鹿瀬にダム式発電所を建設する計画を立てた。これが鹿瀬ダムであり、同年に着工した。この鹿瀬ダムが阿賀野川・只見川流域における最初の発電用ダムであり、以降只見川、阿賀野川にもダム建設ブームが到来するのである。

### 戦前

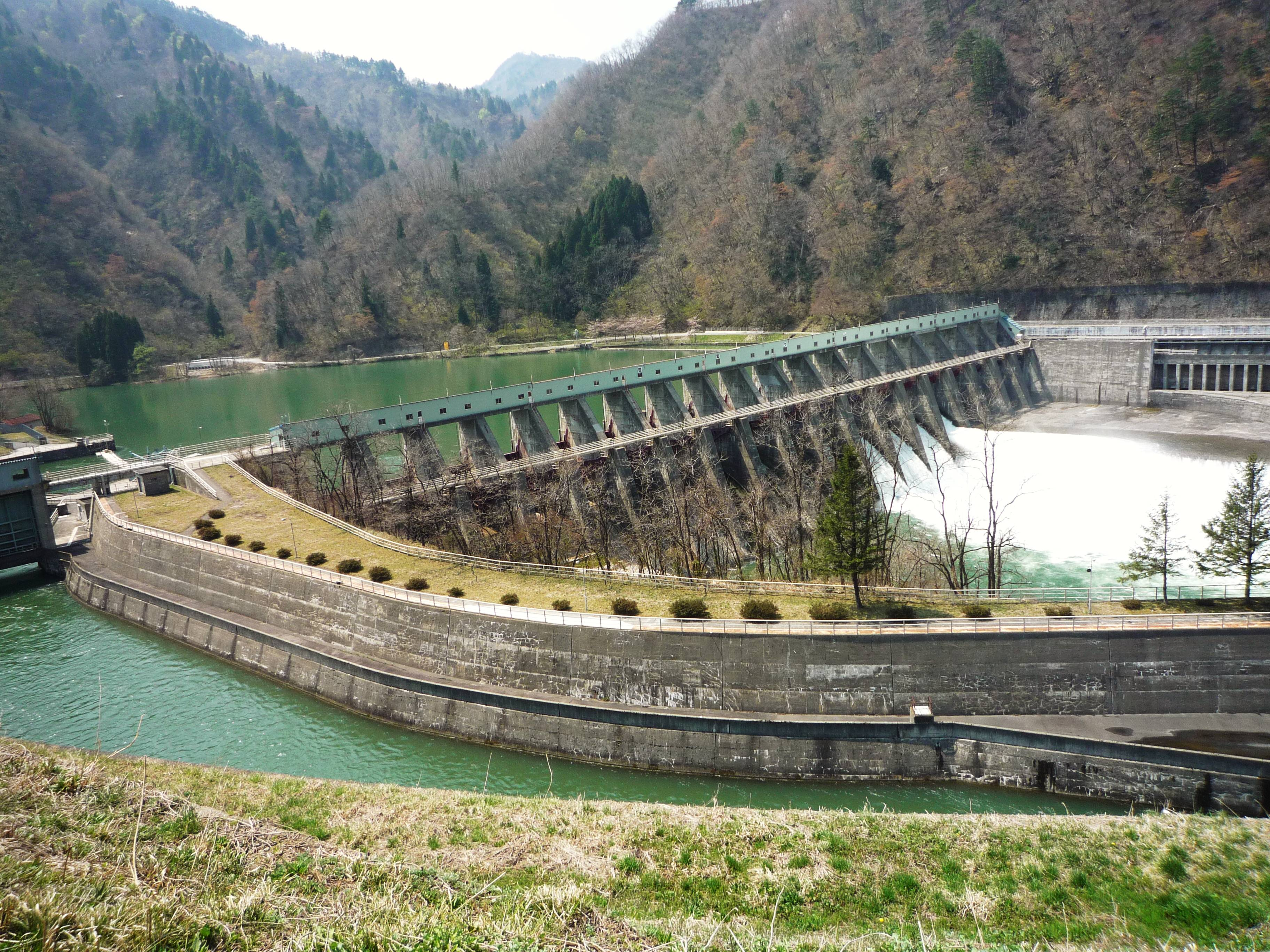
豊実ダム。1929年（昭和4年）完成。

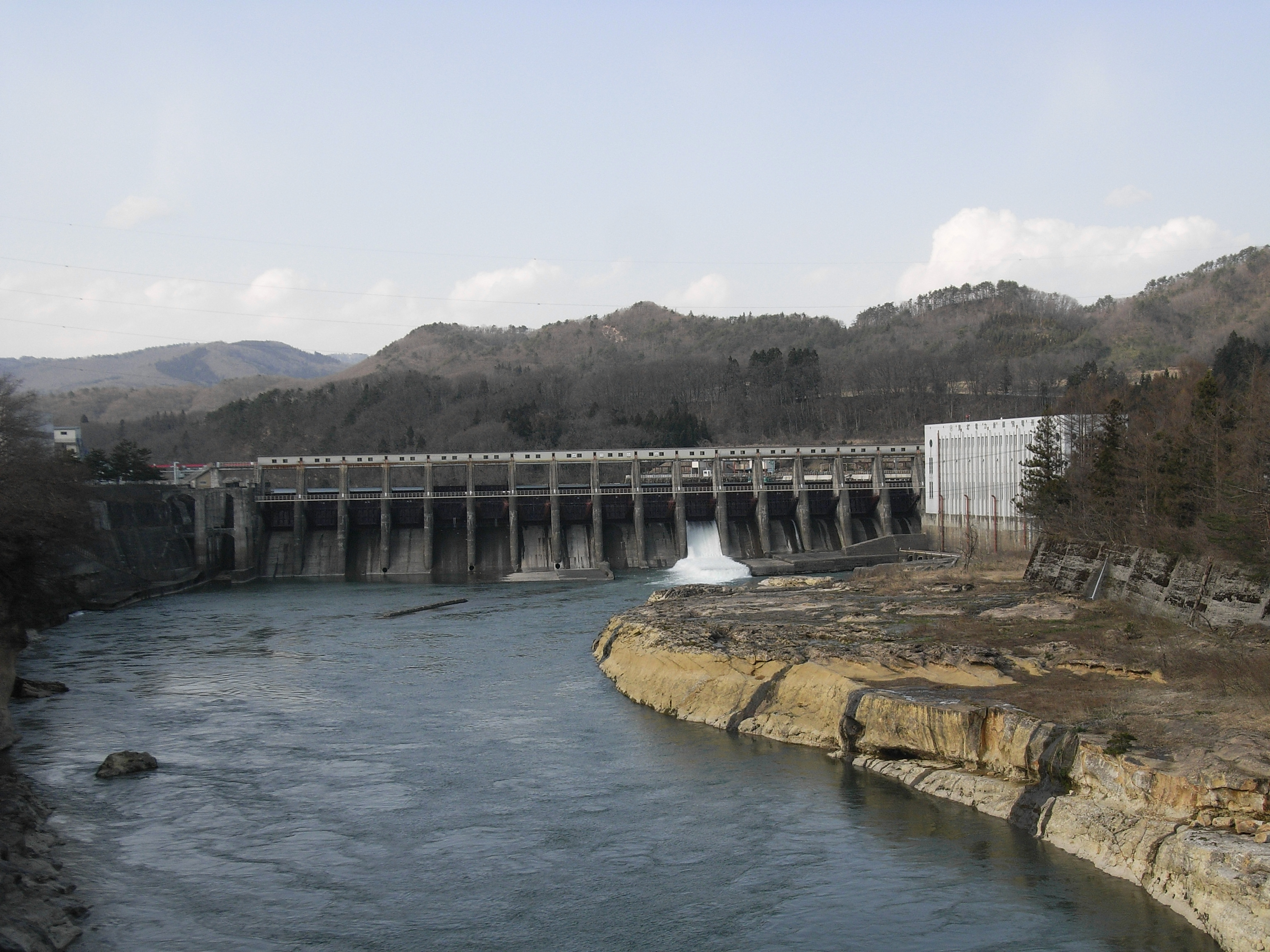
新郷ダムと新郷発電所。1939年（昭和14年）完成。

只見川の水力発電事業は長大なトンネルによる水路式発電所・野沢発電所（出力10万キロワットに増強）が東北電力によって進められていた。だが東北電力は尾瀬原ダム計画を進めていた関東水電と共に信越電力株式会社に1928年（昭和3年）吸収合併されていた。その信越電力も合併後すぐに名称を東京発電株式会社に改め、さらに程なくして東京電燈株式会社と合併する。実に目まぐるしい電力会社の変遷はあったが水力発電事業はそのまま進められ、只見川流域の水利権については尾瀬沼から阿賀野川合流点まで事実上東京電燈が一手に握ることになった。東京電燈は猪苗代湖や裏磐梯三湖（桧原湖・小野川湖・秋元湖）の水力発電事業を行っていた猪苗代水力電気も合併しており、結果として只見川合流点より上流の阿賀野川水系はほぼ東京電燈によって開発されることになったのである。
只見川流域の開発では野沢発電所計画がそのまま継続していたが、着工までには至らなかった。それは当時世界恐慌のあおりを受けて日本の経済界も深刻な不況に陥り、それに伴って電力需要が低下した反面、電力開発は年々増強の一途をたどり電力過剰状態になったためである。東京電燈は野沢発電所計画の他に沼沢沼 を利用した揚水発電計画を申請していたが、電力過剰に対応するため二事業の一時休止を1929年（昭和4年）に申請、内諾を受け保留した。だが1929年を境に電力需要がにわかに増加に転じたことから1933年（昭和8年）に再開した。だが野沢発電所計画は長大なトンネル掘削は不経済であることから計画の変更を余儀なくされており、捗らないままであった。だがその他の只見川流域における開発は計画が進捗し、1925年（大正15年）から1927年に掛けて沼沢沼揚水発電計画を始め只見川第一から第五発電所、白戸川第一・第二発電所、袖沢発電所、叶津川発電所の10地点の水力発電所計画を申請し、福島県の許可を得た。これにより野沢発電所を含めた11発電所の総出力は34万2000キロワットにも及んだ。
一方尾瀬原ダム計画は当初尾瀬沼にダムサイトを計画していたが、1934年（昭和9年）日光国立公園に尾瀬が指定されたことから建設地点を変更し、尾瀬ヶ原出口に高さ85メートルのロックフィルダムを建設し、有効貯水容量3億3000万立方メートルの巨大な人造湖を誕生させる壮大な計画に変わっていった。ダムによって形成される尾瀬原貯水池の水は利根川最上流部に建設が予定されていた矢木沢ダムとの間で揚水発電を行い、尾瀬第一・尾瀬第二発電所によってそれぞれ17万9000キロワットと18万5000キロワットの発電を行う方向性が固まった。しかし福島県は特に福島県会が利根川の導水に猛反発し、これに押された県当局は以後群馬県との間で分水を巡り争うことになる。この問題について東京電燈は群馬県と福島県の間で板挟みとなっていた。
阿賀野川の水力発電事業は東信電気が鹿瀬ダム建設を進め、ダムに付設された鹿瀬発電所（出力5万6400キロワット）は1928年11月より運転を開始した。東信電気は阿賀川水力電気と競合し対立していたが、この頃になるとダム建設の資金調達から一河川一社運営の必要性を感じ、阿賀川水力電気と合併に関する協議を行っていた。阿賀川水力電気もこの申し出に応じ翌1929年、阿賀川水力電気を吸収する形で両社は合併する。合併した同年には鹿瀬ダムの直上流に豊実ダムと豊実発電所（出力4万9500キロワット）を完成させ、さらに開発の手を上流に伸ばしていった。1936年（昭和11年）には阿賀野川と只見川合流点の直下流に新郷発電所（出力5万1600キロワット）を計画して新郷ダムの建設に取り掛かり、1939年（昭和14年）に完成させた。そして新郷発電所完成の直後には下流に山郷発電所（出力4万5900キロワット）を建設する計画に着手した。しかしこの頃戦時体制を進める政府は電力の国家統制を進めており、電力業界にもその暗雲が垂れ込めてきたのである。

### 日本発送電の登場

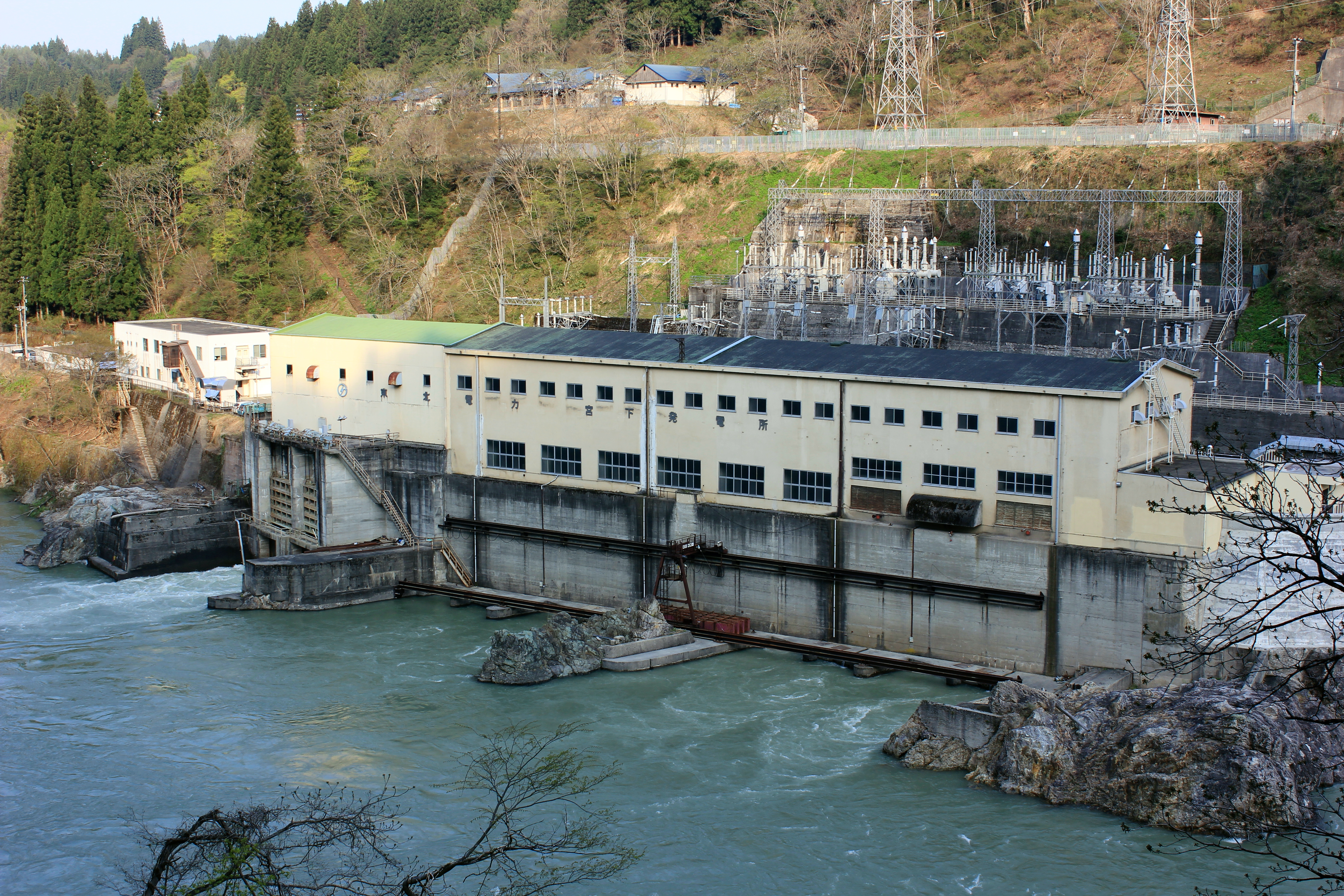
困難な工事を乗り越え完成した宮下発電所。1949年（昭和24年）運転開始。

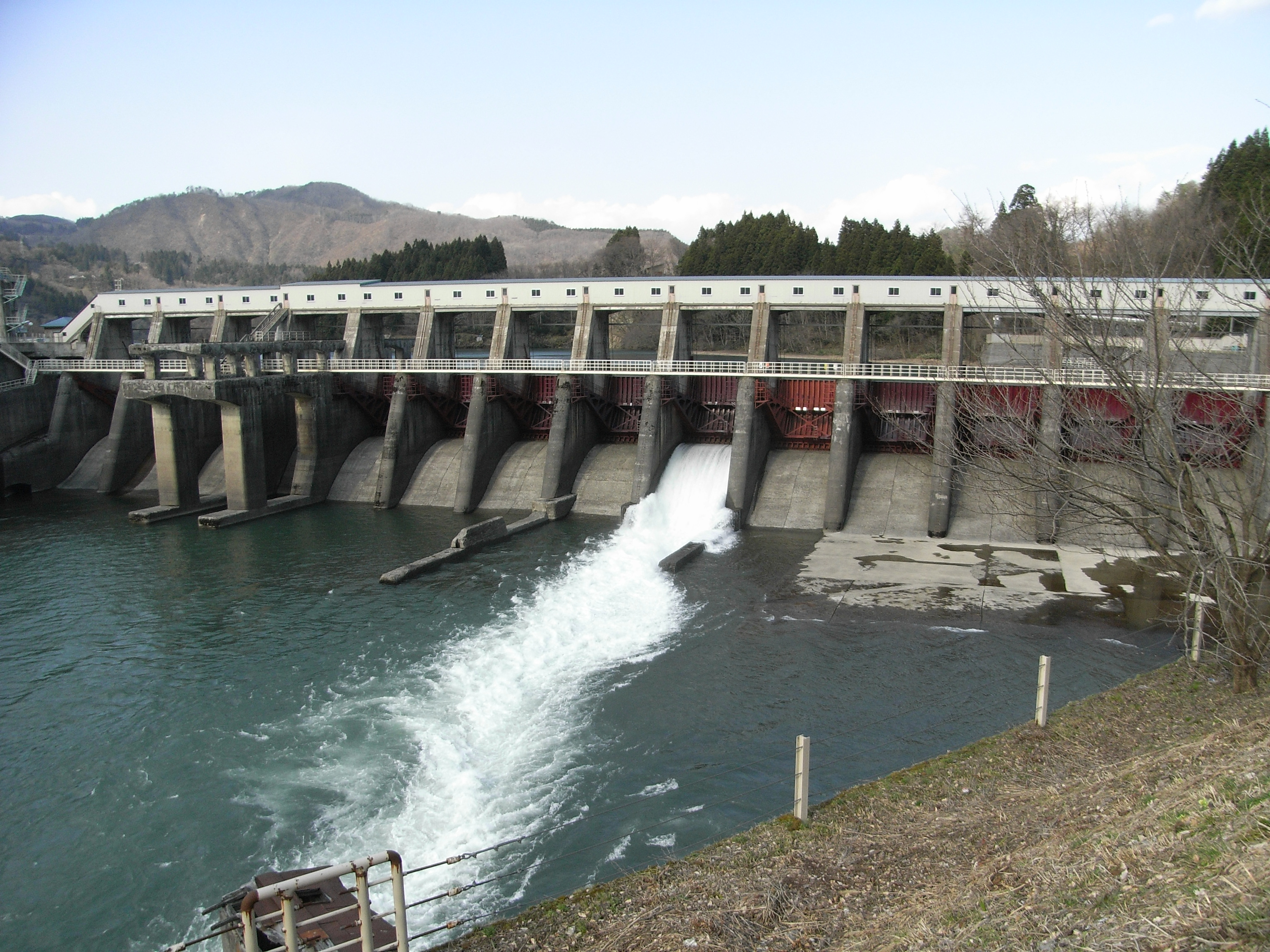
建設中に日本発送電に接収された山郷ダム。戦時中の1943年（昭和18年）完成。

1938年（昭和13年）、東條英機ら軍部統制派の圧力に押された第1次近衛内閣は戦時体制を遂行するため電力の国家管理を目論み、松永安左エ門ら電力業界の猛反発を抑え込んで第73帝国議会に「電力国家管理法案」を上程。翌1939年4月1日に国家総動員法と共に電力管理法・日本発送電株式会社法を成立させた。これに伴い特殊法人として発足した日本発送電株式会社は出力5,000キロワット以上の水力発電所および出力1万キロワット以上の火力発電所をほぼ例外なく管理下に置き、かつ同規模の新規電力開発を電力会社が実施することを事実上禁止した。
只見川や日橋川、猪苗代湖などの水力発電所を保有、もしくは計画していた東京電燈は既設の水力発電所のほとんどを日本発送電に接収され、只見川で計画していた11発電所も施工の継続を差し止められた。東京電燈は発電用水利権が残されたものの、発電所の開発も運用も出来ないことから水利権も有名無実な状態に追い込まれた。また東信電気が所有していた新郷・豊実・鹿瀬の三発電所と施工中の山郷発電所も接収され、大正時代から民間によって開発された水力発電所はほぼ全て取り上げられた形になった。
日本発送電は発足後の1940年（昭和15年）2月20日、監督官庁である逓信省電気庁を通じ米内内閣より宮下発電所建設事業着手の指示を受けた。この宮下発電所は沼沢湖の下を流れる只見川に宮下ダムを建設し、最大6万4200キロワットを発電するというものである。だがこの宮下発電所を建設すると東京電燈が保持していた野沢発電所及び沼沢沼揚水発電所の水利権と競合する。そこで日本発送電株式会社法第24条に基づいて東京電燈が保有していた水利権を行政処分にて取り消し、宮下発電所の工事に着手したのである。ここに只見川最初の水力発電計画となった野沢発電所計画は潰えるが、元々費用対効果の面で非効率的な発電所であり、仮に完成していれば宮下発電所より下流の発電所が建設できない可能性があった。その意味では長期的に見た場合野沢計画の中止は只見川の水力発電計画にはプラスに働いたのである。
1941年（昭和16年）に始まった宮下発電所建設事業は困難の連続であった。まず冬季の豪雪と夏季の豪雨が工事の進捗を阻み、続いて戦局悪化に伴う物資の欠乏で放流用のゲートの搬入もままならなかったばかりか、次第にダム建設のための物資も枯渇する有様となった。こうした状況にもかかわらず日本発送電の監督官庁であった軍需省電気局 は1945年（昭和20年）までの完成を厳命しており、中国人労働者の強制労働などで工事を進め1944年（昭和19年）にはダム湖への湛水（たんすい）が開始された。だが完成予定の1945年日本は終戦を迎え、一時工事は中断する。しかし今度は戦後復興のための事業に変化し工事は再開され、物資と電力が極端に欠乏する中で1946年（昭和21年）に発電所第1号機が運転を開始、1万3800キロワットの電力を生み出すことができた。そして1949年（昭和24年）には当初の計画を半減し認可出力3万6000キロワットとして事業を完成させた。これは阿賀野川に建設されていた山郷発電所でも同様だった。
一方福島県が頑強に反対していた尾瀬原ダムの利根川への分水計画であるが、1944年9月16日に荒木万寿夫軍需省電気局長は日本発送電に対し「尾瀬沼から利根川水系片品川への流域変更（分水）による発電所出力増強を直ちに図ること」という指令を下した。そして日本発送電から石井英之助群馬県知事と石井政一福島県知事に対し水利権使用の早急な許可を求めた。福島県は当初より分水反対の姿勢を崩していなかったが、軍部に逆らうことの愚を悟り、やむなく許認可を下した。日本発送電が尾瀬沼の分水を「緊急措置」として使用し、戦争終了後は原状復帰すると確約したことも、福島県の認可を引き出す要因になった。翌年に戦争は終了し本来なら原状復帰されなければならないところ、軍需省廃止後に電力行政を継承した商工省 は「国土復興のため」として尾瀬沼から片品川への分水を継続するよう日本発送電に指示した。福島県としては当初の約束を反故にされた形になるが、今度は国土復興という大義名分には逆らえずこれを認めた。その結果尾瀬沼から三平峠をトンネルで越えて片品川へ導水する事業が1949年完成する。

### 戦後

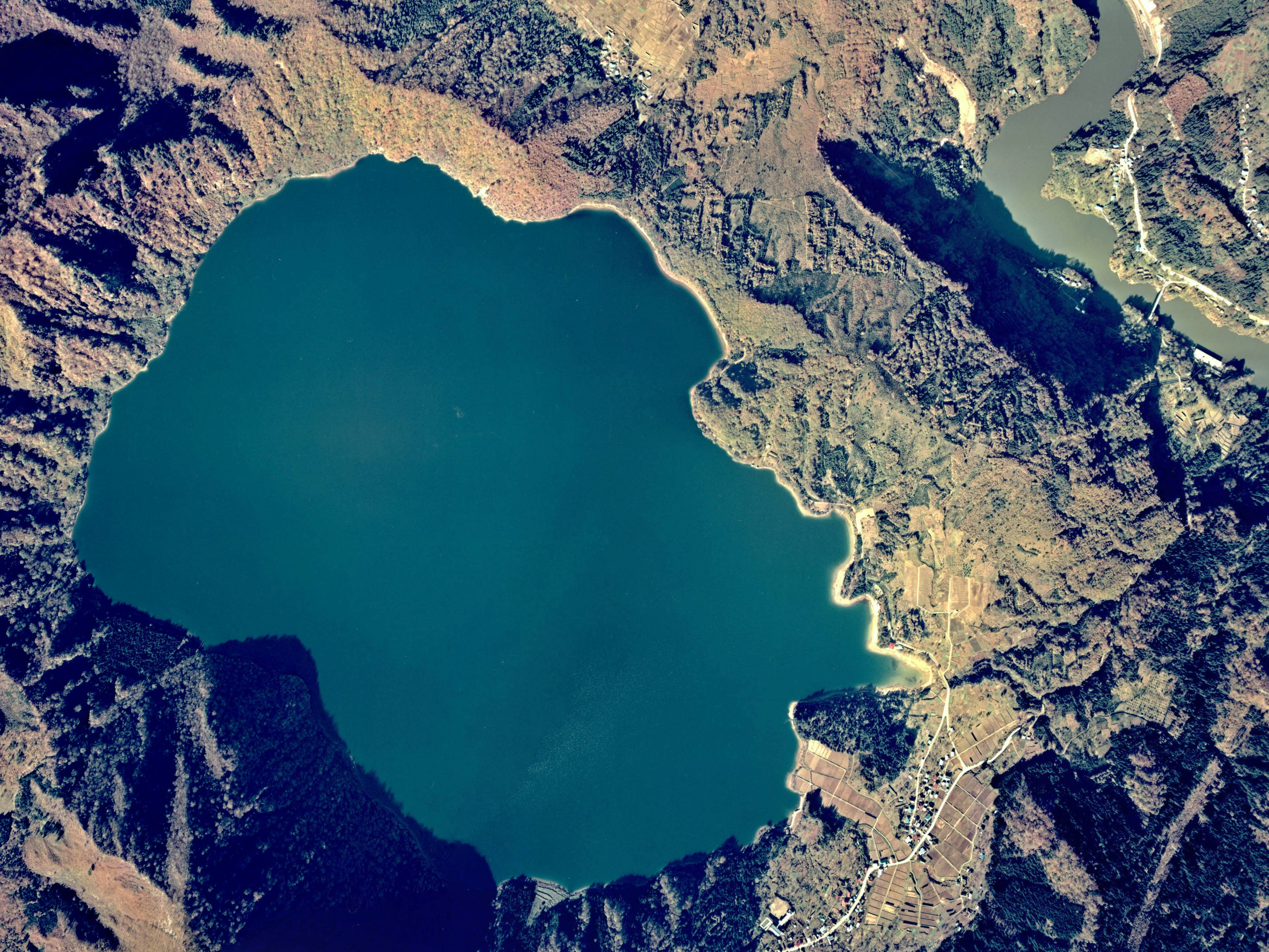
沼沢湖空撮
中央が沼沢湖、右上が只見川（宮下ダム湖）。右端中央の只見川沿いにある白い建物が沼沢沼発電所。

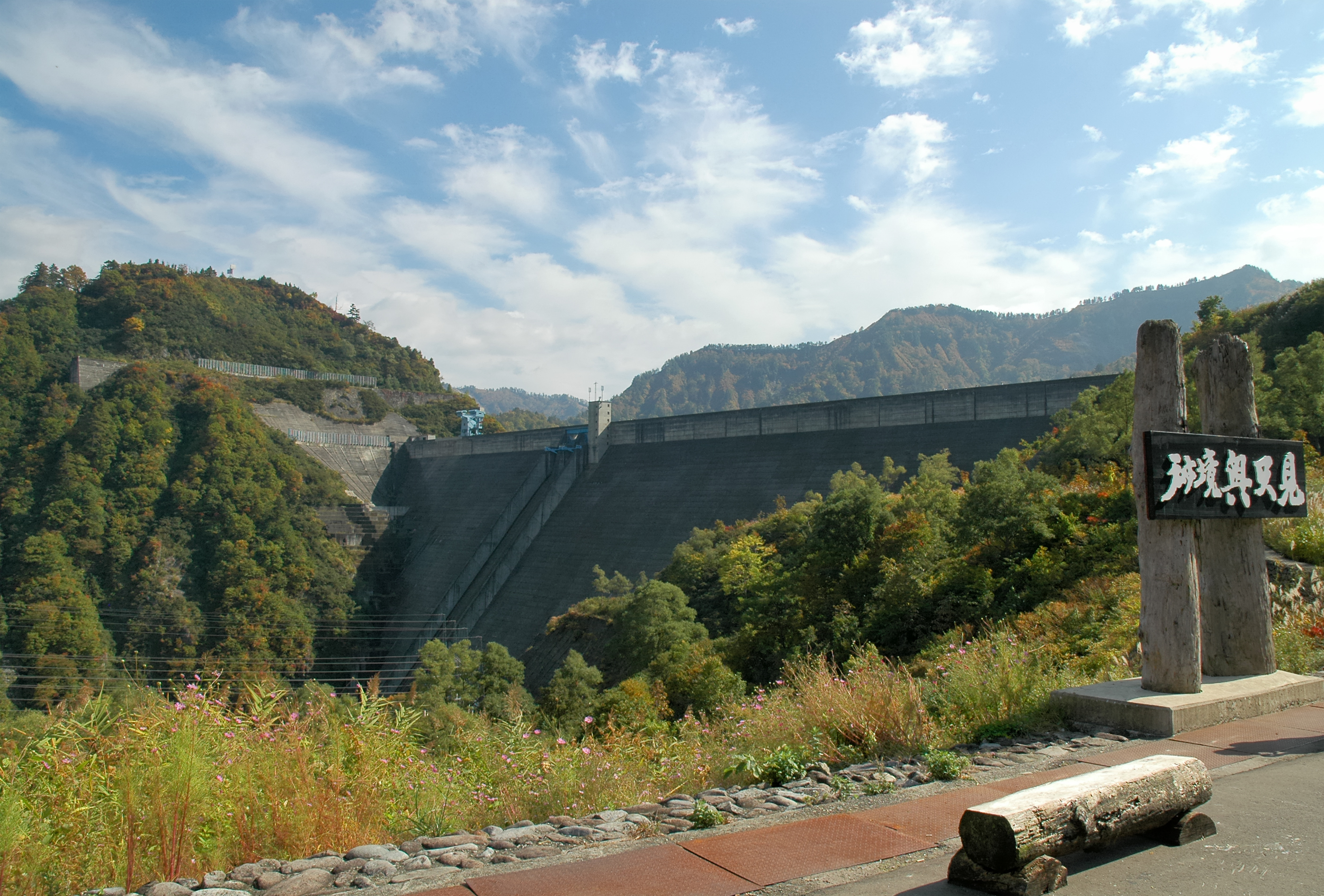
奥只見ダム。日本屈指の規模を誇る巨大ダム。1962年（昭和37年）完成。

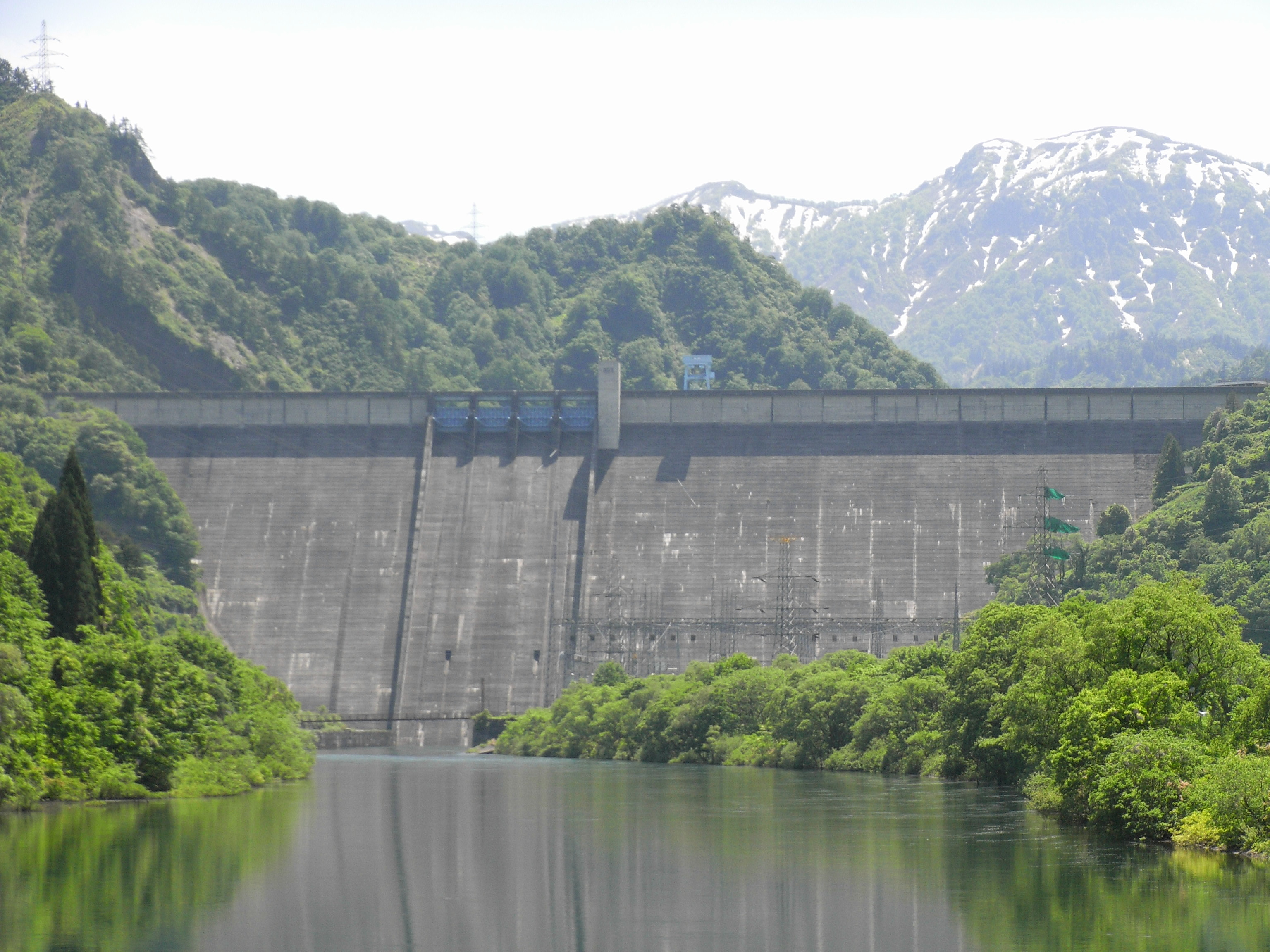
田子倉ダム。奥只見ダムと並ぶ只見川流域最大級のダム。1959年（昭和34年）完成。

宮下発電所の建設を進めていた日本発送電東北支店は、1946年に只見川・阿賀野川の総合的な水力発電計画を企図し政府の指示を得ずに自主的な調査を開始した。南会津郡伊北村 に調査所を設置し23名にて只見川の気象・水文などを調査した。さらに翌1947年（昭和22年）には商工省が只見川・尾瀬原・利根川総合開発計画を策定し只見川流域の調査を委託。その結果只見川調査所も上流部と下流部に分離・拡大して調査を続行した。1948年（昭和23年）10月には「東北地方電力復興計画案」をまとめ北上川、十和田湖、田沢湖、猪苗代湖と共に只見川が重要な開発地点にあげられ、特に只見川は復興計画にある水力発電計画の87パーセントに及ぶ約247万キロワットを新規に開発できると報告した。この間只見川の水力発電計画の骨子として1947年3月に「只見川筋水力開発計画概要」が発表された。
これによれば只見川と阿賀野川に連続して15箇所のダム式発電所を建設、既設5発電所 の出力を増強させることで新規に増加する発電出力は235万キロワットに及び、年間増加発電量は55億キロワット時にも上るとしてその開発の有用性を主張した。この中で根幹事業として只見川最上流部に4箇所、伊南川に1箇所の巨大ダムを建設し大容量貯水池を建設するとした。ここにおいて初めて奥只見ダムと田子倉ダムの二大ダム計画が登場した。また尾瀬原ダムはこの計画で揚水発電から一般水力発電に修正され、利根川の分水も無くなりダムの規模も縮小された。この案は後に「只見川本流案」（詳細は後述）となる。「本流案」は只見川・尾瀬原・利根川総合開発計画案を審議する「只見川・尾瀬沼・利根川総合開発調査審議会」に1948年提示されたが、同時期新潟県は只見川の豊富な水量を信濃川水系に導水して灌漑（かんがい）に役立てようと考え、「只見川分流案」（詳細は後述）を引っさげ、福島県と対立した。また「尾瀬分水案」を巡って福島県は群馬県と争うなど、只見川を巡って河川管理者である福島・新潟・群馬三県が争う三つ巴の構図が生まれた。
日本発送電はその第一歩として宮下発電所建設の際に中止された沼沢沼揚水発電所計画を復活させ、1949年福島県に水利権申請を行った。ところが日本発送電は1948年に連合国軍最高司令官総司令部 (GHQ) より戦時体制に協力した独占資本であるとして過度経済力集中排除法の指定を受けた。以後松永安左エ門を委員長とする電気事業再編成審査委員会の検討を経て1951年（昭和26年）ポツダム政令に基づく電気事業再編成令が発令され、日本発送電は全国九電力会社に分割・民営化された。この中で東北支店は東北電力に、関東支店は東京電力に改組・発足する。東京電力は東京電燈やそれ以前に合併した電力会社の流れを汲み、只見川に深く関与していた。一方東北電力は戦後只見川の開発調査に携わり、両社は只見川の魅力的な電力資源を巡り対立を深める。
一方政府は全国で頻発する水害に対処すべく1949年に経済安定本部主導で「河川改訂改修計画」を策定し、全国の主要6水系 において多目的ダムを柱とする治水計画を立てていたが、翌1950年（昭和25年）には治水に加えて水力発電や灌漑を目的として河川総合開発を広域的に実施し、地域開発を強力に推進して国土復興を行う目的で第3次吉田内閣は国土総合開発法を成立させた。この中で全国22地域 が総合開発を重点的に実施する特定地域に指定され、その基本計画である特定地域総合開発計画が策定された。東北地方では北上特定地域総合開発計画（岩手県・宮城県）を始め十和田岩木川（青森県）、北奥羽（青森県・岩手県・秋田県）、仙塩（宮城県）、阿仁田沢（秋田県）、最上（山形県）が指定されたが、福島県では只見川の電源開発事業が重点開発地域に指定され、関東と東北に対し広域的な電力供給を行うため1951年（昭和26年）12月、只見特定地域総合開発計画が発表された。さらに翌1952年（昭和27年）には電源開発促進法が成立し、未だ経営基盤が脆弱な電力会社の電力新規開発を強化するため高碕達之助を総裁に電源開発株式会社が発足し、只見川の開発に乗り出すことになった。これに伴い1953年（昭和28年）8月5日、総理府告示第155号として電源開発の事業として只見川電源開発計画が公表され、官報に掲載されたのである。
只見特定地域総合開発計画の発表、さらに電源開発の参入により、只見川と阿賀野川は日本を代表する電源地帯に成長する第一歩を踏み出したのである。

## 計画案の変遷
只見特定地域総合開発計画では複数の事業者・地方自治体によって様々な計画案が提示された。ここではその計画案について解説する。

### 只見川本流案
只見川本流案とは、日発東北支店が1947年に発表した「只見川筋水力開発計画概要」が基礎となっており、日発東北支店及びその地盤を継承した東北電力と福島県が推した計画案である。
本流案の骨子は只見川の源流である尾瀬から最下流の阿賀野川まで一貫して水力発電所を建設するものである。その特徴としては只見川と阿賀野川、及び支流の伊南川に階段式に21箇所のダムと水力発電所を建設し、可能な限り河水を利用するというものであった。特に只見川最上流部には尾瀬原、奥只見、前沢、田子倉の四ダム、伊南川には内川ダムという有効貯水容量が1億立方メートルを超えるダムと大容量貯水池を建設して大規模な水力発電を行い、下流には新たに滝、本名、上田、柳津、片門、上野尻のダム式発電所と沼沢沼揚水発電所を建設する。これによって新たな電力を開発すると共に、既に建設されている宮下、新郷、山郷、豊実、鹿瀬発電所の出力増強を図る。さらに阿賀野川最下流部には上流の発電所群より放流された水量を調節し、阿賀野川下流部の水量を一定に維持するための逆調整池として揚川ダムを建設するという計画である。計画の内容は以下の表に示す。
| 河川     | 発電所 | 認可出力 (kW) | ダム 高さ (m) | 貯水容量 (千m²) | 備考                                      |
| -------- | ------ | ------------- | ------------- | --------------- | ----------------------------------------- |
| 只見川   | 尾瀬原 | 168,000       | 62.0          | 250,000         |                                           |
| 只見川   | 大津岐 | 50,600        | 30.0          | 1,000           |                                           |
| 只見川   | 奥只見 | 289,000       | 150.0         | 558,000         |                                           |
| 只見川   | 前沢   | 109,000       | 117.0         | 144,000         |                                           |
| 只見川   | 田子倉 | 168,000       | 104.0         | 263,000         |                                           |
| 只見川   | 滝     | 120,000       | 38.0          | 5,800           |                                           |
| 只見川   | 本名   | 83,000        | 45.0          | 660             |                                           |
| 只見川   | 上田   | 55,000        | 不明          | 不明            |                                           |
| 只見川   | 宮下   | 92,200        | 既設          | 既設            | 3万6000キロワットの一部運転開始後、増設。 |
| 只見川   | 沼沢沼 | 43,600        |               | 85,200          |                                           |
| 只見川   | 柳津   | 63,600        | 34.3          | 5,670           | 5万5000キロワットの一部運転開始後、増設。 |
| 只見川   | 片門   | 52,300        | 20.8          | 4,200           | 4万5000キロワットの一部運転開始後、増設。 |
| 伊南川   | 内川   | 26,900        | 132.0         | 221,000         |                                           |
| 伊南川   | 辰巳山 | 36,600        | 132.0         | 221,000         |                                           |
| 伊南川   | 伊南川 | 20,000        | 既設          | 既設            | 増設。                                    |
| 阿賀野川 | 新郷   | 69,000        | 既設          | 既設            | 増設。                                    |
| 阿賀野川 | 山郷   | 52,700        | 既設          | 既設            | 増設。                                    |
| 阿賀野川 | 上野尻 | 54,600        | 24.0          | 2,500           |                                           |
| 阿賀野川 | 豊実   | 88,600        | 既設          | 既設            | 増設。                                    |
| 阿賀野川 | 鹿瀬   | 78,200        | 既設          | 既設            | 増設。                                    |
| 阿賀野川 | 揚川   | 76,800        | 23.0          | 1,500           |                                           |
| 計       | 21     | 1,776,200     |               | 1,542,530       |                                           |

この計画では奥只見ダムがほぼ現在の規模で計画されているが、田子倉ダムは現在の規模よりも小さい。この他に前沢と内川の大ダムが建設される。そして尾瀬原ダムは後述する尾瀬分水案に比べ規模を小さくしたほか揚水発電から一般水力発電に変更され、利根川には分水されない。これら21箇所の発電所が完成すれば総出力は177万6200キロワットとなり建設費も他の計画案に比べ安くて済む利点もあり、最も効率的に発電を行えると主張した。

### 只見川分流案（流域変更案）
只見川分流案（流域変更案）とは新潟県が発表した計画案である。最大の特徴は只見川の水を越後駒ヶ岳を隔てた信濃川水系に分水し、水力発電を行うと同時に有数の穀倉地帯である越後平野の田畑に灌漑用水を供給するという多目的河川開発計画である。
この計画案でも奥只見ダムと田子倉ダムを計画の中心に据えているが、本流案との違いは奥只見・田子倉の両ダムからトンネルを通じて信濃川の支流・魚野川流域に導水することである。当初の案では奥只見ダムから魚野川の支流である佐梨川、田子倉ダムから同じく魚野川の支流である破間川（あぶるまがわ）にそれぞれ分水し、佐梨川筋には湯之谷第一・第二発電所（合計出力60万キロワット）を、破間川筋には破間川・黒又川合流点に五味沢ダムを建設して入広瀬発電所（出力12万キロワット）・栃尾発電所（出力26万キロワット）を建設。さらにここからトンネルで刈谷田川へ導水して長岡発電所で発電を行った後に信濃川へ放流するという計画であった。しかし「只見川・尾瀬原・利根川総合開発調査審議会」において湯之谷第一・第二発電所建設予定地点が発電所を建設するだけのスペースがないほか、ダム建設地点の地質問題、長岡発電所導水トンネル建設地点が油田・水田地帯であることなど問題点が経済安定本部や商工省から続々指摘された。
このため新潟県は計画を修正して、奥只見ダムから分水した水は建設地点を変更した湯之谷第一・湯之谷第二発電所（合計出力23万3500キロワット）経由で、田子倉ダムから分水した水は建設地点を変更した破間川の五味沢ダムと小出発電所（出力7万キロワット）へ送水。ここで両ダムの水が合流し小出発電所からはさらに現在の長岡市、妙見堰付近に建設する妙見発電所（出力5万9000キロワット）に送水され、発電した水を信濃川へ放流するとした。導水に使用するトンネルの総延長は約40キロメートルにも及び、青函トンネルに匹敵する長大なトンネルであった。この他当初の案では考慮されていなかった只見川本流の開発も行われ、滝・本名・上田・舘岩（伊南川）の各発電所を建設する。滝と本名に関しては何れかの地点を選択して高さ約90メートル・有効貯水容量3億立方メートルのダムを、舘岩地点には1億2000万立方メートルのダムを建設する。さらに檜枝岐発電所などの新設や只見川下流にある既存の発電所の出力増加も行うとした。
この案で見込まれる総出力は134万キロワットであり、只見川の豊富な水を発電後に信濃川に融通することで農地面積を拡大させ、当時喫緊の課題であった食糧増産を図ることを目的とした。以下に計画案を示すが、発電所計画の詳細については不明な部分が多いので、信濃川流域への分水を利用する発電所とダム計画のある発電所を掲載する。
| 河川          | 発電所     | 認可出力 (kW) | ダム 高さ (m) | 貯水容量 (千m²) | 備考           |
| ------------- | ---------- | ------------- | ------------- | --------------- | -------------- |
| 只見川 佐梨川 | 湯之谷第一 | 172,000       | 155.0         | 560,000         | 奥只見ダム分水 |
| 只見川 佐梨川 | 湯之谷第二 | 61,500        | 155.0         | 560,000         | 奥只見ダム分水 |
| 只見川 破間川 | 小出       | 70,000        | 104.0         | 260,000         | 田子倉ダム分水 |
| 破間川 信濃川 | 妙見       | 59,000        | 不明          | 108,000         |                |
| 只見川        | 滝 本名    | 不明          | 90.0          | 300,000         | 何れかを選択   |
| 伊南川        | 舘岩       | 不明          | 不明          | 120,000         |                |

新潟県はこの計画案によって只見川と信濃川の間にある高落差を有効に利用できることから、大規模な水力発電が行えるほか信濃川流域の穀倉地帯にかんがい用水を供給することで、当時政府が最重要課題に挙げていた食糧増産と電力開発を同時に実施できて一挙両得であると主張した。なお、新潟県の案と似通ったものに電源開発調査会案がある。この案では有効貯水容量6億トンに規模を拡大した尾瀬原ダムによる揚水発電が加わっている。その他は新潟県の案とほぼ同様である。ただし既存の発電所出力の増強と、上野尻・揚川・内川・辰巳山各発電所の新設は行わない。

### 尾瀬分水案（利根川分流案）

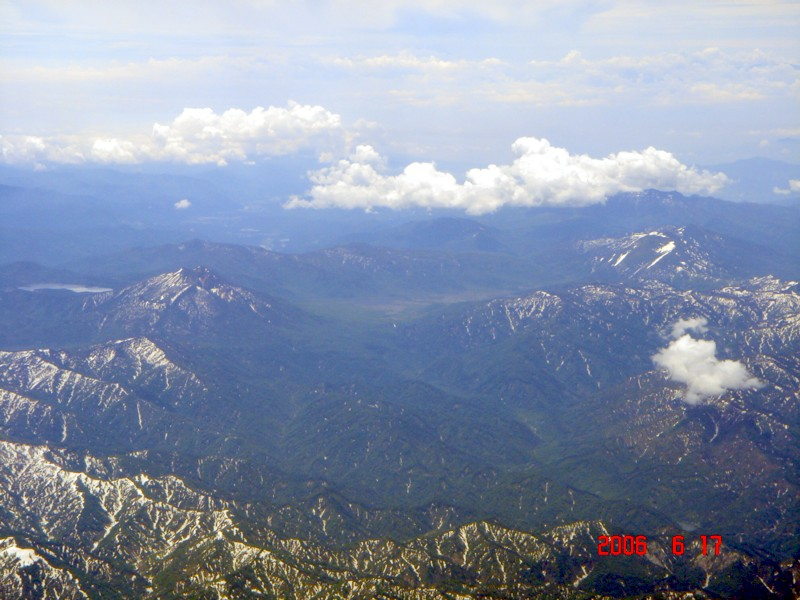
尾瀬空撮写真
左端が尾瀬沼で中央が尾瀬ヶ原。谷の部分を只見川が流れ、写真中央部の尾瀬ヶ原出口付近に尾瀬原ダムが計画されていた。

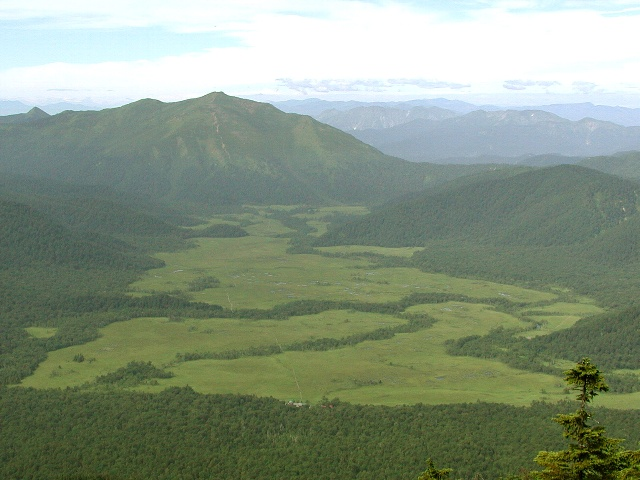
尾瀬ヶ原全景。仮に尾瀬原ダムが完成していれば湿原のほとんどは湖となっていた。

尾瀬分水案（利根川分流案）とは日発関東支店の地盤を継承した東京電力と群馬県が推した計画案である。最大の特徴は尾瀬原ダムの水を利根川水系に分水し、水力発電を行う計画になっていることである。
1919年に関東水電が提示した原案は逓信省が示した案を東京電燈が受容することでほぼ骨格が固まっていた。この中で尾瀬原ダムの規模は高さ85メートル、貯水容量3億3000万立方メートルと他の計画案に比べて規模が最大になっている。そして尾瀬原ダムの水は尾瀬第一・第二発電所によって利根川との間で揚水発電を行う。この当時群馬県は利根川上流部に矢木沢・楢俣・幸知 の三ダムを建設して水力発電を行う計画であったが、東京電燈はこれと整合性を取り矢木沢ダムを下部調整池とした揚水発電を行うとした。これによって合計36万4000キロワットの発電を行うほか、利根川下流にある既設の水力発電所の出力増強を図る計画である。計画全体における認可出力の合計は67万7000キロワットとなる。
| 河川   | 発電所   | 認可出力 (kW) | ダム 高さ (m) | 有効 貯水容量 (千m²) |
| ------ | -------- | ------------- | ------------- | -------------------- |
| 只見川 | 尾瀬第一 | 179,000       | 85.0          | 330,000              |
| 只見川 | 尾瀬第二 | 185,000       | 85.0          | 330,000              |
| 利根川 | 矢木沢   | 36,300        | 103.0         | 103,000              |
| 利根川 | 須田貝   | 27,200        | 不明          | 不明                 |
| 利根川 | 幸知     | 40,400        |               |                      |
| 利根川 | 小松     | 49,600        |               |                      |
| 利根川 | 岩本     | 49,600        |               |                      |
| 利根川 | 佐久     | 112,000       |               |                      |
| 計     | 8        | 677,000       |               | 433,000              |

この案は1947年に商工省が経済安定本部の委託を受けて策定した「只見川・尾瀬原・利根川総合開発計画」の中でも中心事業に位置づけられ、東京電力などは京浜工業地帯への電力供給を図り戦後疲弊した経済を早期に回復させることが可能と主張した。ただし只見川流域では当時東京電力が水利権を所有していた本名・上田発電所以外での開発は行われない。

### 野口研究所案
野口研究所案とは、日窒コンツェルン創始者である野口遵（のぐち・したがう）が私財を投じ設立した財団法人・野口研究所が策定した計画案である。戦前朝鮮半島における水力発電開発事業を行った経験から、戦後日本各地の大規模開発計画の調査・策定を手がけ、只見川の開発についても調査を実施し発表した。最大の特徴は大規模な水力発電もさることながら、水運の便を図るため日本海と太平洋を結ぶ運河を河川を利用して連絡させるという壮大なものであった。
この計画案では信濃川、阿賀野川、只見川、猪苗代湖、阿武隈川、鮫川の六河川を運河で連結し、東北地方を横断する形で日本海と太平洋の間を200トン級の船舶が運航できるようにすることが骨子であった。また水力発電については年間で90億キロワット時の電力を生み出し、合わせて林業・鉱業資源の開発を行うとした。この案によれば阿賀野川と只見川に2箇所、信濃川と阿武隈川、鮫川に各1箇所の超巨大ダムを建設し、各河川の支流にもことごとくダムを建設して水路で結び、効率的な発電を行うことが出来ると主張している。計画総出力は全ての案では最大の327万7000キロワットとなる。以下に計画案を示すが、ダム・貯水池の諸元は不明であるため割愛する。
| 河川     | 発電所   | 認可出力 (kW) | 備考                                                   |
| -------- | -------- | ------------- | ------------------------------------------------------ |
| 阿賀野川 | 若松     | 27,000        | 阿賀野川・鶴沼川合流点直下に建設する田島貯水池より導水 |
| 阿賀野川 | 阿賀野川 | 740,000       | 阿賀町・阿賀野市境付近に建設する阿賀野川貯水池より導水 |
| 只見川   | 湯之谷   | 410,000       | 現在の奥只見ダム付近に建設する奥只見貯水池より導水     |
| 只見川   | 沼沢沼   | 50,000        | 野尻川下流に建設する野尻貯水池と沼沢湖より導水         |
| 只見川   | 野沢     | 100,000       | 現在の会津桧原駅付近に建設する桧原貯水池より導水       |
| 信濃川   | 柏崎     | 480,000       | 長岡市・小千谷市境に建設する信濃川貯水池より導水       |
| 破間川   | 大白川   | 360,000       | 現在の破間川ダム地点に建設する破間第一貯水池より導水   |
| 破間川   | 小出     | 740,000       | 破間川・黒又川合流点に建設する破間第二貯水池より導水   |
| 阿武隈川 | 郡山     | 150,000       | 猪苗代湖より導水                                       |
| 鮫川     | 小名浜   | 220,000       | 現在の高柴ダム付近に建設する鮫川貯水池より導水         |
| 計       | 10       | 3,277,000     |                                                        |

最大の貯水池となる阿賀野川貯水池は現在の東蒲原郡阿賀町と阿賀野市境界付近に建設され、湛水面積は奥只見湖の約6~7倍に相当しその上流端は只見川の合流点を越えて会津坂下町と喜多方市の境、濁川合流点付近にまで及ぶ。阿賀野川単独では貯水池が形成できないため、阿賀野川支流の早出川にもダムを建設 し二箇所のダムで貯水を行う。ここで出力74万キロワットの発電を行う。また只見川に建設される只見貯水池は現在の滝ダム付近に計画されたが、その上流端は現在の田子倉湖上流端及び南会津郡南会津町南郷付近にまで及び、貯水池規模も阿賀野川貯水池とほぼ同じである。この他信濃川は小千谷市と長岡市境付近、阿武隈川は西白河郡中島村滑津付近に大規模ダムが建設される計画であった。
しかしこの計画が実行されると、既に建設されていた宮下、新郷、山郷、豊実、鹿瀬の各発電所が完全に水没するほか、水没により移転を余儀なくされる住民数が膨大になることが予想された。

### OCIによる最終決定

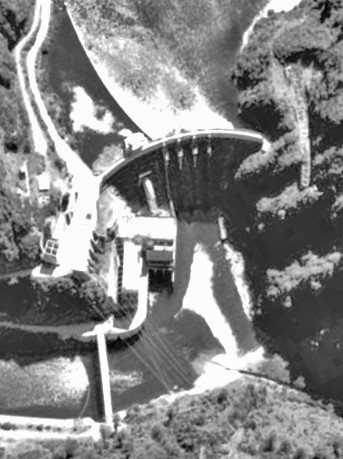
大鳥ダムと大鳥発電所空撮
1964年（昭和39年）完成。前沢ダム計画を縮小・変更して建設された。只見川唯一の重力式アーチダム。

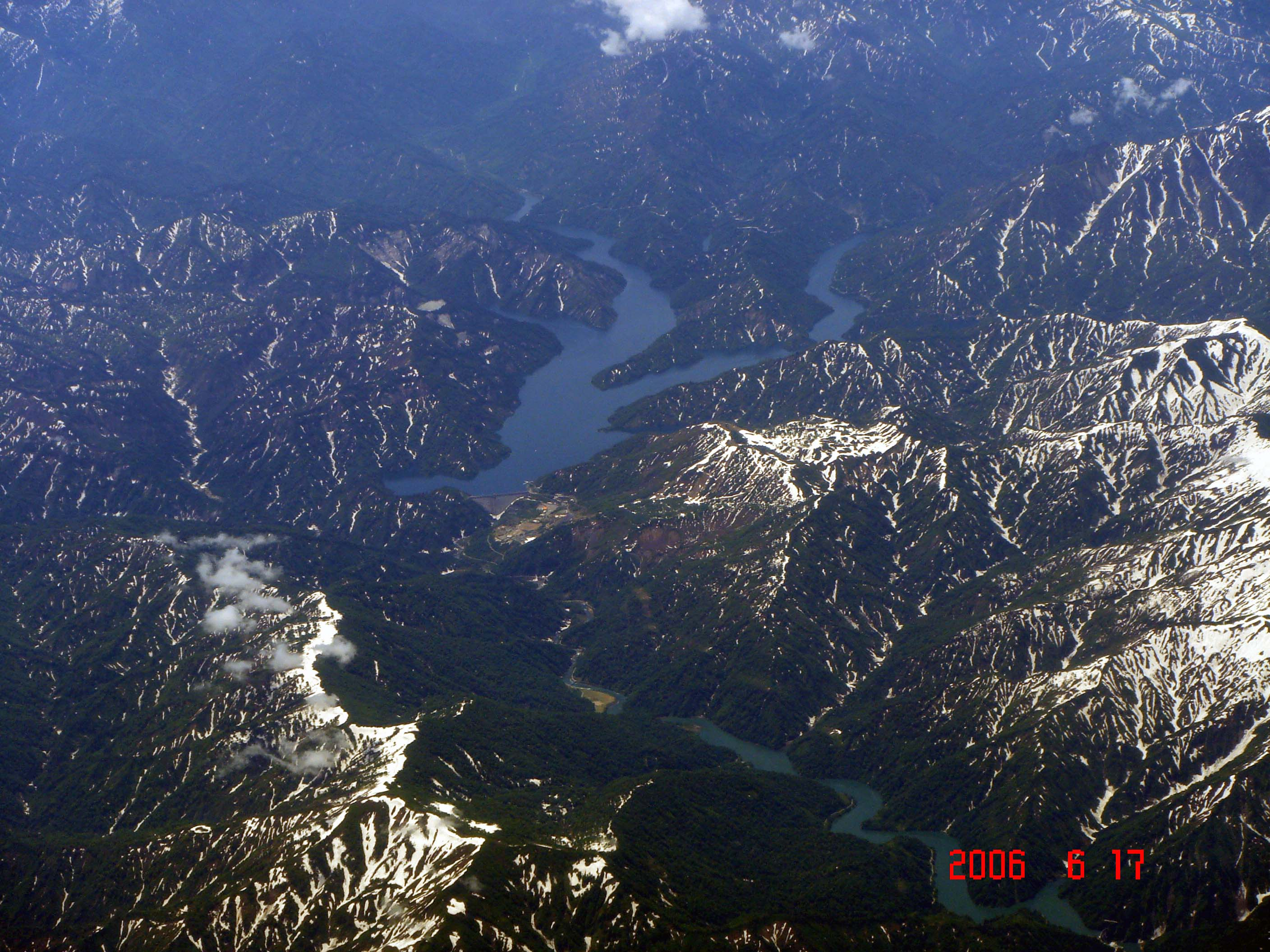
大鳥ダム湖（右下）と奥只見湖空撮

各計画案が出揃った所で、電気事業再編成令と同時に施行された公益事業令に基づき組織された公益事業委員会は1951年（昭和26年）、アメリカ合衆国海外技術調査団(Overseas Consultants Inc.)すなわちOCIに只見特定地域総合開発計画案の策定を依頼。依頼を受けたOCIは各計画案の比較に入った。
OCIは来日後直ちに全ての計画案が検討している発電所・ダム建設地点を実地調査し、検討の上で結論を立てた。まず全体的な観点として何れの案も「希望的観測」が強い傾向にあるとし、特にダム建設に伴い発生する住民への補償問題とそのコストには何ら検討がされていないと批判した。その上で各案の取捨選択を行ったが、最初に最も構想が壮大な「野口研究所案」については、その実は大部分の地点の地質調査は貧弱であるうえ地表踏査のみでもダム建設に対する可能性に疑念を生じさせるものであり、そのうえ他の案よりも建設費がかなり割高であり、また既存の発電所・道路・鉄道・村落等の設備の破壊・建設に要する歳月を考えると「技術、経済及び政治的見地から妥当を欠く」として却下した。新潟県が主張した2箇所から流域変更する分流案については、想定される電力量の経済などから電源開発調査会が提唱した1箇所から流域変更する分流案に劣るとしてこれも放棄された。東京電力の尾瀬分水案については、重要な決定には関係しない、本流案と分流案いずれにも含まれる開発計画の修正案に過ぎないとされた。
このように検討案を絞り込んで、本流案と電源開発調査の分流案で検討を行った結果、翌1952年（昭和27年）5月に、東北電力と福島県が推す「只見川本流案」が重要な諸要素について分流案よりも優るとされた。OCIは本流案を修正し、本流に沿って13の水力発電所を新設・８つの既設発電所を増設することを勧告し、最終開発の出力合計は193万キロワットとされた。政府はこの答申に沿った形で只見川の電力開発を行うことを決定した。
またOCIはダム技術の面においても勧告を行った。OCIは只見川のほか日本各地のダム計画にも勧告・助言を行っており、宮崎県の上椎葉ダム（耳川）をアーチ式コンクリートダムに変更させ技術的な助言を行うなど日本の土木技術にも影響を与えた。OCIは只見川のダム計画についても「低廉な電気料金の維持」という前提で計画を立案する必要から、経済性追求の観点で可能な限りコンクリート量を節減できるアーチダムを採用させようとした。だがアーチダム建設の絶対条件である堅固な両側岩盤の存在 が計画されたダム地点では得られず、断念する。しかし只見川・阿賀野川の莫大な水量を制御するため、そのほとんどにおいて水圧に対し最も安定性の高い重力式コンクリートダムが採用された。一方放流用ゲートについては戦前建設されたダムのようにゲートを多数並べて水量を調節する方法から、少数であるが大型のゲートを使用することでゲート設置費用の縮減を図ろうとした。この勧告は既に岐阜県の丸山ダム（木曽川）で採用されていたが、只見川においても採用された。これにより鹿瀬から宮下まで戦前に計画されたダムと比べ、戦後に建設されたダムについては揚川ダムを除き多くても8門までのゲート数に減らし、工事費節減に寄与している。

#### OCIが勧告した修正案
| 河川     | 発電所 | 認可出力 (kW) | ダム 高さ (m) | 型式         | 貯水容量 (千m²) | 勧告内容                                      |
| -------- | ------ | ------------- | ------------- | ------------ | --------------- | --------------------------------------------- |
| 只見川   | 尾瀬原 | 120,000       | 85.0          | ロックフィル | 680,000         | 二段階で開発（詳細は尾瀬原ダム計画参照）。    |
| 只見川   | 大津岐 | 40,000        | 39.0          | 重力         | 180             | 尾瀬原の逆調整、後に揚水発電下池に活用        |
| 只見川   | 奥只見 | 300,000       | 160.0         | 重力         | 558,000         | 出力変更                                      |
| 只見川   | 大鳥   | 70,000        | 57.0          | 重力         |                 | 前沢計画を分割して新設                        |
| 只見川   | 前沢   | 80,000        | 83.0          | 重力         | 5,000           | 大鳥計画に分割し規模を縮小                    |
| 只見川   | 田子倉 | 225,000       | 133.0         | 重力         | 225,000         | ダム規模を拡張                                |
| 只見川   | 滝     | 90,000        | 55.0          | ロックフィル | 2,100           | ロックフィルダムを推奨                        |
| 只見川   | 本名   | 75,000        | 51.0          | 重力         | 4,670           | ダム規模を拡張                                |
| 只見川   | 上田   | 60,000        | 35.0          | 重力         | 4,000           |                                               |
| 只見川   | 宮下   | 54,000        | 変更なし      | 重力         | 変更なし        | 一部運転中の発電出力増強（1万8000キロワット） |
| 只見川   | 柳津   | 80,000        | 変更なし      | 重力         | 変更なし        | 一部運転中の発電出力増強（2万5000キロワット） |
| 只見川   | 片門   | 65,000        | 変更なし      | 重力         | 変更なし        | 一部運転中の発電出力増強（2万キロワット）     |
| 伊南川   | 内川   | 50,000        | 119.0         | 重力         | 320,000         | ダム建設地点と規模の変更                      |
| 伊南川   | 辰巳山 | 80,000        |               | 堰           |                 | 出力変更                                      |
| 阿賀野川 | 新郷   | 既設          | 変更なし      | 重力         | 変更なし        | 出力増強（1万3000キロワット）                 |
| 阿賀野川 | 山郷   | 既設          | 変更なし      | 重力         | 変更なし        | 出力増強（1万5000キロワット）                 |
| 阿賀野川 | 上野尻 | 55,000        | 35.0          | 重力         | 2,500           | 出力変更                                      |
| 阿賀野川 | 豊実   | 既設          | 変更なし      | 重力         | 変更なし        | 出力増強（3万4000キロワット）                 |
| 阿賀野川 | 鹿瀬   | 既設          | 変更なし      | 重力         | 変更なし        | 出力増強（3万キロワット）                     |
| 阿賀野川 | 揚川   | 70,000        | 40.0          | 重力         | 1,250           | 新潟平野への灌漑目的を考慮                    |
| 既設     |        | 284,000       |               |              |                 | （運転中の発電所総出力）                      |
| 計       |        | 1,930,000     |               |              |                 |                                               |

### 尾瀬分水案の棚上げ
なお、尾瀬分水案についてOCIは将来的には経済性に優れる計画案であるとしたものの、本流案に比べて現時点では経済性に劣るとして却下した。だがこの頃尾瀬分水案は事実上凍結に近い状態に陥っていた。それは1949年に建設省治水調査会が経済安定本部の指示を受けて策定した「利根川改訂改修計画」において、尾瀬原ダムの下部調整池として利用する予定であった矢木沢ダムが治水目的に利用されることが決定したためである。1947年のカスリーン台風による利根川決壊は首都・東京を水没させる非常事態になり、利根川の治水が河川行政上最大の課題になったためであり、治水を優先させるという政府方針によって矢木沢ダムは治水用に変更された。これにより尾瀬第一・第二発電所計画は白紙となり一旦凍結とした。また国立公園を管轄する厚生省 や文部省、日本自然保護協会などが尾瀬原ダム計画を「貴重な自然を破壊する」として反対運動を繰り広げていたのも背景にあった。結局、尾瀬分水案は1953年に棚上げされる。

## 諸問題
このようにして、只見特定地域総合開発計画は「只見川本流案」をベースとして計画が着手されることになった。しかし様々な利害が錯綜するこの計画は、多くの対立を生んだ。特に以下の問題は政治的な問題や反体制運動が絡むなど、複雑怪奇なものであった。こうした諸問題において中心的な役割を果たしていたのは、当時の福島県知事・大竹作摩であった。

### 新潟県の反発

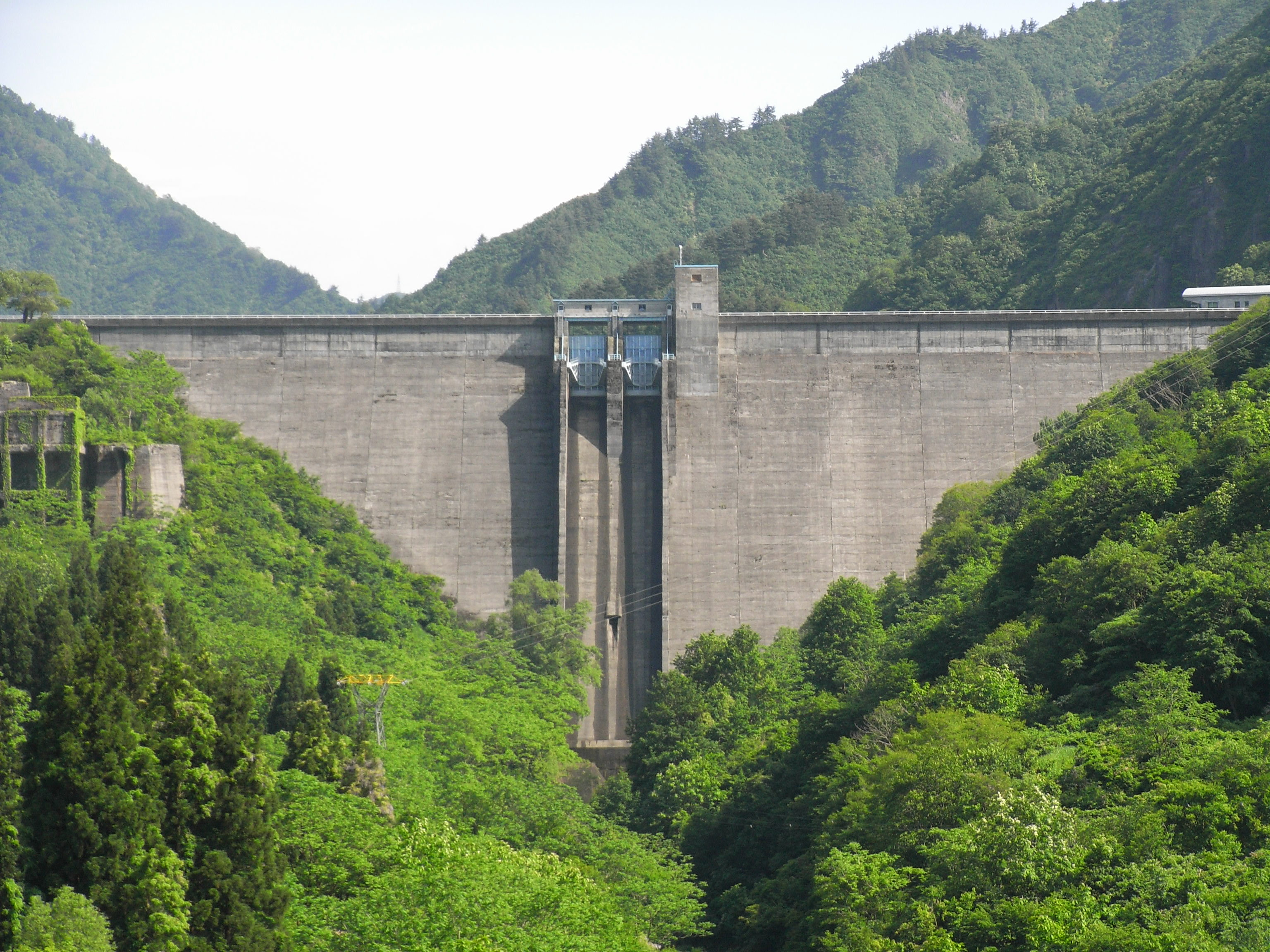
黒又川第一ダム（黒又川）
只見川分水問題を解決に導く契機となった「黒又川分水」の中心事業。

「只見川分流案」を推していた新潟県は、「只見川本流案」の採用が決定した後も頑強に自らの計画案を推し、政府や福島県に猛反発した。新潟県はOCIの結論に対して「本流案を最も有利であると前提にした上で比較検討している」として公平性に欠けると批判。また本流案は電源開発のみをその中心に据え、河川総合開発事業としての見地に立っていない、分流案は水力発電のほか農地開発による食糧増産、さらに只見川・阿賀野川の治水においても有利であり、喫緊の課題である食糧増産と電力開発を同時に遂行できるとして従来の主張を繰り返した。そして技術的な面、水没地補償の面でも本流案に比べ負担が少なくて済むとも論じた。
この新潟県の反発は中央政界にも波及した。当時の与党であった自由党内部では吉田派と鳩山派が熾烈な抗争を繰り広げていたが、新潟県選出の自由党議員は内閣総理大臣であった吉田茂に対し「分流案」を認めなければ自由党を集団で離党すると揺さぶりを掛けた。一方福島県側も福島県議会議員50名が1952年8月13日に上京し、やはり政府に対して「本流案」の貫徹を強硬に陳情した。福島県は吉田派であった農林大臣・広川弘禅の力が強く、これに対抗するため新潟県は鳩山派に傾斜するといった具合であった。さらに両県の対立は、後述する水利権問題の遠因になった。
政府は妥協点を探るため度々電源開発調整審議会を開催、電源開発により奥只見・田子倉などの只見川上流開発を行う方針を固めて地域紛争を排除し、かつ新潟県が納得する妥協点を探った。こうした度重なる協議の末、佐梨川への導水を廃止する代わりに奥只見ダムから信濃川水系黒又川に只見川の水を分水し、黒又川に黒又川第一ダム・黒又川第二ダムを始め合計4箇所の水力発電所を建設。ダムに貯水した水で越後平野のかんがいを行うという「黒又川分水案」を提示し、1953年（昭和28年）7月28日、吉田首相が首相官邸に大竹福島県知事と岡田正平新潟県知事を招いて「黒又川分水」による妥協案に同意するよう求めた。これに対し大竹福島県知事は県幹部・県議会議員と協議をして緒方竹虎副総理に了解の旨を伝え、岡田新潟県知事もこれ以上の反対は却って分流案に不利になるとして即座に同意。8月5日に「黒又川分水」を含めた奥只見・田子倉発電所の着工が決定した。

### 水利権問題
OCIの勧告で「只見川本流案」による開発が決定した後、東京電力は前身である東京電燈が保有していた只見川の水利権を行使すべく、1952年6月30日に本名（ほんな）発電所と上田（うわだ）発電所の水利権使用許可を大竹福島県知事に申請した。ところが大竹知事は「両発電所の水利権は東北電力に認める」として東京電力の申請を却下、河川行政を司る野田卯一建設大臣と電力行政を司る池田勇人通商産業大臣に閣議で東北電力への水利権使用許可を認めるように働きかけた。8月には閣議でこれが承認され、建設・通商産業両省から東京電力に対して水利権の失効を通達。大竹知事はこれを受けて東北電力に両発電所の水利権使用を許可した。背景には「本流案」決定後も「分流案」の優位性を訴え活発な工作を続ける新潟県に対し、「本流案」に基づいた開発を既成事実化するために早期の着工を進めようとした福島県当局の思惑があった。その中で早期着工を進めるには「本流案」を共に推した東北電力の方が円滑に開発を行う上で好都合という理由が、大竹知事の判断につながったのである。
これに納得の行かない東京電力は8月16日に福島地方裁判所に「水利権使用許可取消処分の取消」と「東北電力への水利権使用許可の執行停止」を求めて行政訴訟を起こした。しかし8月28日吉田首相は「執行停止されれば只見川の電源開発計画に重大な支障を及ぼす」として行政事件特例法を行使し「異議申立」を福島地裁に申し立てた。これは9月11日に認められ東京電力の「執行停止」申請は却下された。この一連の動きに対し12月の特別国会衆議院予算委員会で水利権問題が議論された。東京電力から東北電力へ水利権が変更された一連の行為が不明朗であり、背後に東北電力会長・白洲次郎の策謀があるのではないかという疑問が呈された。白洲は吉田首相の側近であり、こうした立場を利用し福島県に圧力を掛けると同時に、吉田首相など関係閣僚に便宜を図るよう働きかけを行ったのではないかという疑惑が持たれたのである。特にこの問題を追及したのは反・吉田の態度を取る改進党所属の栗田英男と新潟県選出の自由党議員・塚田十一郎 で、栗田は国会内に「吉田と白洲の不透明な関係」に関するビラを撒くなど特に熱心であった。
この後衆議院で参考人招致が行われ、大竹知事や東北・東京両電力の社長、野田卯一などが参考人として答弁を行い、席上大竹知事は拙速な行為について遺憾の意を表したが白洲からの圧力は否定した。通商産業省は9月12日に仙台市で関係する当事者・利害関係者を集めて聴聞会を開催し、両発電所の所属について聴聞を行った。この中で東北地方六県の知事・県議会・商工会議所、仙台市長・市議会、東北地方に工場を有する企業そして只見川流域住民代表は東北電力を支持し、京浜工業地帯に工場を持つ企業204社および神奈川県、群馬県、そして「本流案」の既成事実化を避けたい新潟県は東京電力を支持。膨大な只見川の電力を巡りこの問題は東北地方対関東地方の対立にまで発展した。行政訴訟も2年に及ぶ長期となり、水利権問題は泥沼の展開を見せ新聞紙上を連日にぎわせた。
この問題の根本は日本発送電分割後の水利権帰属が複雑であったためである。戦前より只見川を開発していた東京電燈の流れを汲む東京電力か、地元の河川を開発し地元へ電力を供給する東北電力か、これに利害関係者の思惑が錯綜して複雑な事態になったのである。だがこれ以上の紛争が肝心の電源開発事業の停滞を招くことを嫌った政府が電源開発と共に調停を行い、最終的に東京電力は東北電力の水利権保有を認める代わりに東北電力は東京電力に相応の電力を融通することで両社が妥結。1954年（昭和29年）1月22日に東京電力が福島地裁に行政訴訟を取り下げることで解決した。

### 補償問題

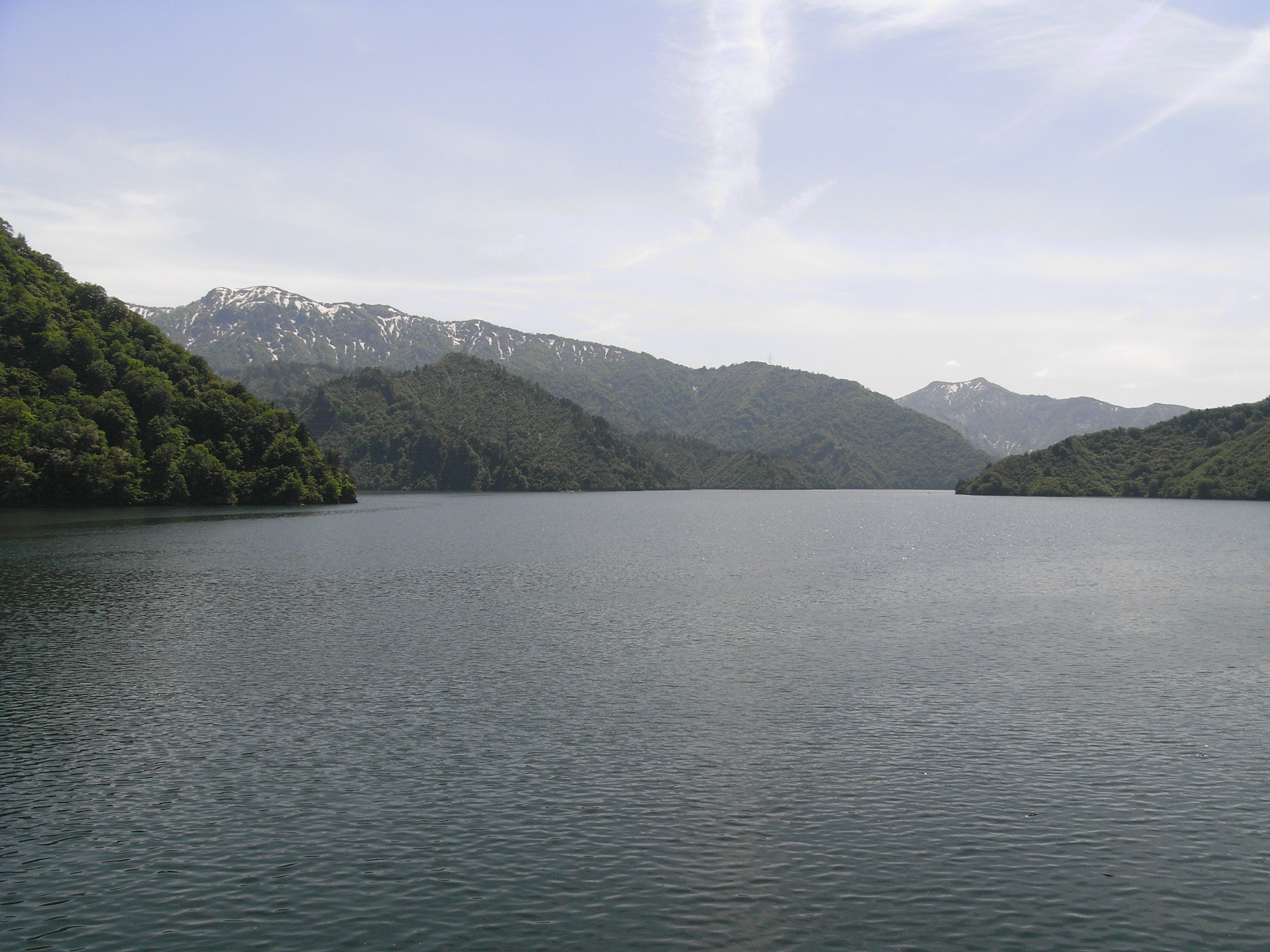
田子倉湖。湖底には50戸の住民の故郷が沈む。

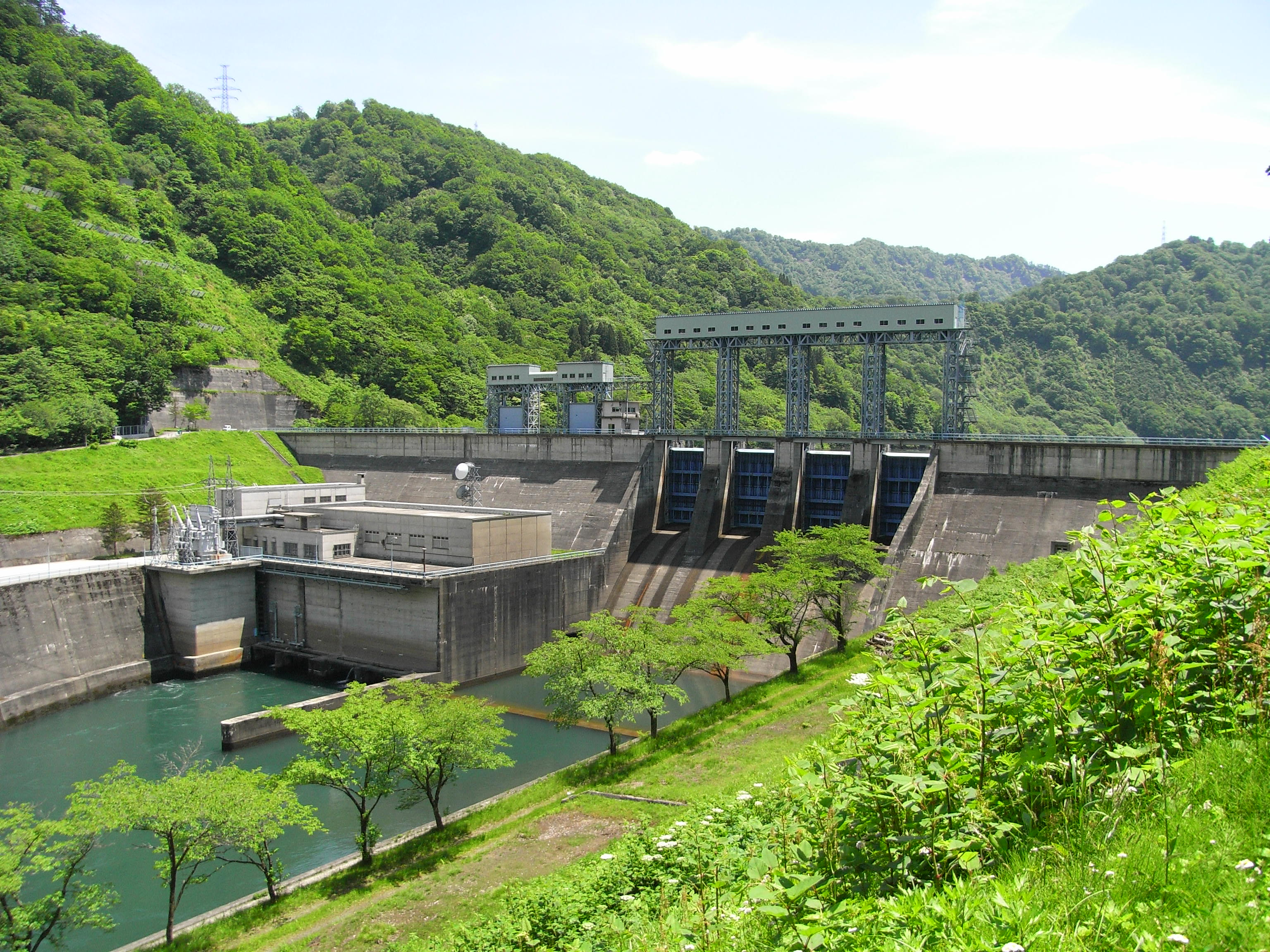
滝ダムと滝発電所。
1961年（昭和36年）完成。不法に転入してきた「新戸」問題が補償交渉を複雑にした。

只見特定地域総合開発計画では多数のダムが建設されたが、それに伴い多くの住民が住みなれた土地を永久に失うという犠牲もあった。こうした住民に対する補償問題は大なり小なり存在している。以下の表は1952年に東北電力が調査を行った只見川筋の水没対象戸数である。これら補償問題において特に紛糾したのは田子倉ダムと滝ダムであった。
| 河川     | ダム       | 湛水面積 (ha) | 水没 戸数 |
| -------- | ---------- | ------------- | --------- |
| 只見川   | 尾瀬原ダム | 1,253         | 3         |
| 只見川   | 奥只見ダム | 1,240         | 25        |
| 只見川   | 前沢ダム   | 467           | 1         |
| 只見川   | 田子倉ダム | 920           | 50        |
| 只見川   | 滝ダム     | 452           | 210       |
| 只見川   | 本名ダム   | 171           | 2         |
| 只見川   | 上田ダム   | 154           | 10        |
| 只見川   | 柳津ダム   | 206           | 38        |
| 只見川   | 片門ダム   | 166           | 13        |
| 阿賀野川 | 上野尻ダム | 150           | 8         |
| 伊南川   | 内川ダム   | 802           | 319       |
| 計       |            | 6,381         | 679       |

田子倉ダムの場合、ダム建設によって田子倉集落の50戸が水没することになった。この田子倉は福島県下でも生活水準が極めて高い地域であり、会津若松市よりも高かった。電話が50戸中10戸、ラジオは全戸所有していた。また進学率も高く東京大学に入学した住民もいた。こうしたことから反対運動は熾烈であり、加えて当時レッド・パージによって非合法化されていた日本共産党が思想的扇動を行うなど補償交渉は難航を極めた。この補償問題に正面から対峙したのは大竹福島県知事と電源開発田子倉建設所長の北松友義であった。大竹知事は直ちに地元に入り住民の説得に当たり、福島県議会による土地収用法による強制収用勧告にも否定的であった。こうした態度に50戸中45戸が1954年までに補償基準に妥結したが、残る5名は共産党の支援を受けながら抵抗を強めた。北松はこれら反対派5名に日参して説得に当たるが住民からは「只見川の鬼」と罵倒され、屎尿や石を投げつけられたという。
父祖伝来の地を失う5名も必死で妥協点を見出すべく大竹知事に直接掛け合い、大竹知事は電源開発が提示した補償基準での妥結を認めた。ところがこの補償金額が当時のダム補償金相場に比べ大きく上回っており、ダム事業への影響が多大だとして建設省と通商産業省が猛反発した。結局相場通りの補償額に落とさざるを得なかったが住民は再び態度を硬化。さらに全国のダム建設予定地で補償金の増額を求めて事態が紛糾するケースが相次いだ。これを「田子倉ダム補償事件」と呼ぶ。しかし住民も次第に共産党主導の反対運動に疲弊し、日本農民組合や日本社会党 福島県連に仲介を依頼。共産党に発覚しないよう極秘裏に藤井崇治電源開発総裁や福島県幹部との最終交渉が持たれ、1956年（昭和31年）7月25日に大竹知事との東京会談で最後の5戸も妥結した。この間北松は激務が祟り眼を患い退職、住民も疲弊するなど共産党による工作は地元に何の益ももたらさなかった。
一方滝ダムでも補償交渉が難航したが、特に問題となったのは「新戸」と呼ばれる住民であった。ダムによって水没する住民は177戸であったが、地元に縁もゆかりもない外来者がダム建設決定後の1957年（昭和32年）頃より補償金目当てに続々と転入し、バラック小屋を建てた。その数は65戸・84棟に及び「住民」の中には暴力団員や韓国人もいた。補償交渉は最終的に大竹福島県知事の斡旋もあって、県に一任するということで大半は決定したが「新戸」の住民は補償金の吊り上げを目論み最後まで抵抗。最終的に2戸が土地収用法による強制収用を受けた。こうした補償金目当ての「新戸」問題は北山川の七色ダム・小森ダム（三重県・和歌山県）でも問題になったが、土地収用法による規制強化によって現在は見ることがない。

## 事業の経過
只見特定地域総合開発計画には明確な事業継続年数があるわけではないが、1949年（昭和24年）の沼沢沼発電所の建設着手で事実上幕をあけ、1968年（昭和43年）の大津岐発電所完成で「只見川本流案」において計画された発電所群が完成し、一応の区切りはついた。こうした一大プロジェクトは小説やルポルタージュの格好も材料になり、三島由紀夫の「沈める滝」、城山三郎の「黄金峡」、曽野綾子の「無名碑」といった小説や木下順二、堀田善衛のルポとなって発表されている。
（注）この節における発電所の認可出力は、完成当時のものを記載している。従って現在の出力とは異なることがある。

### 只見川

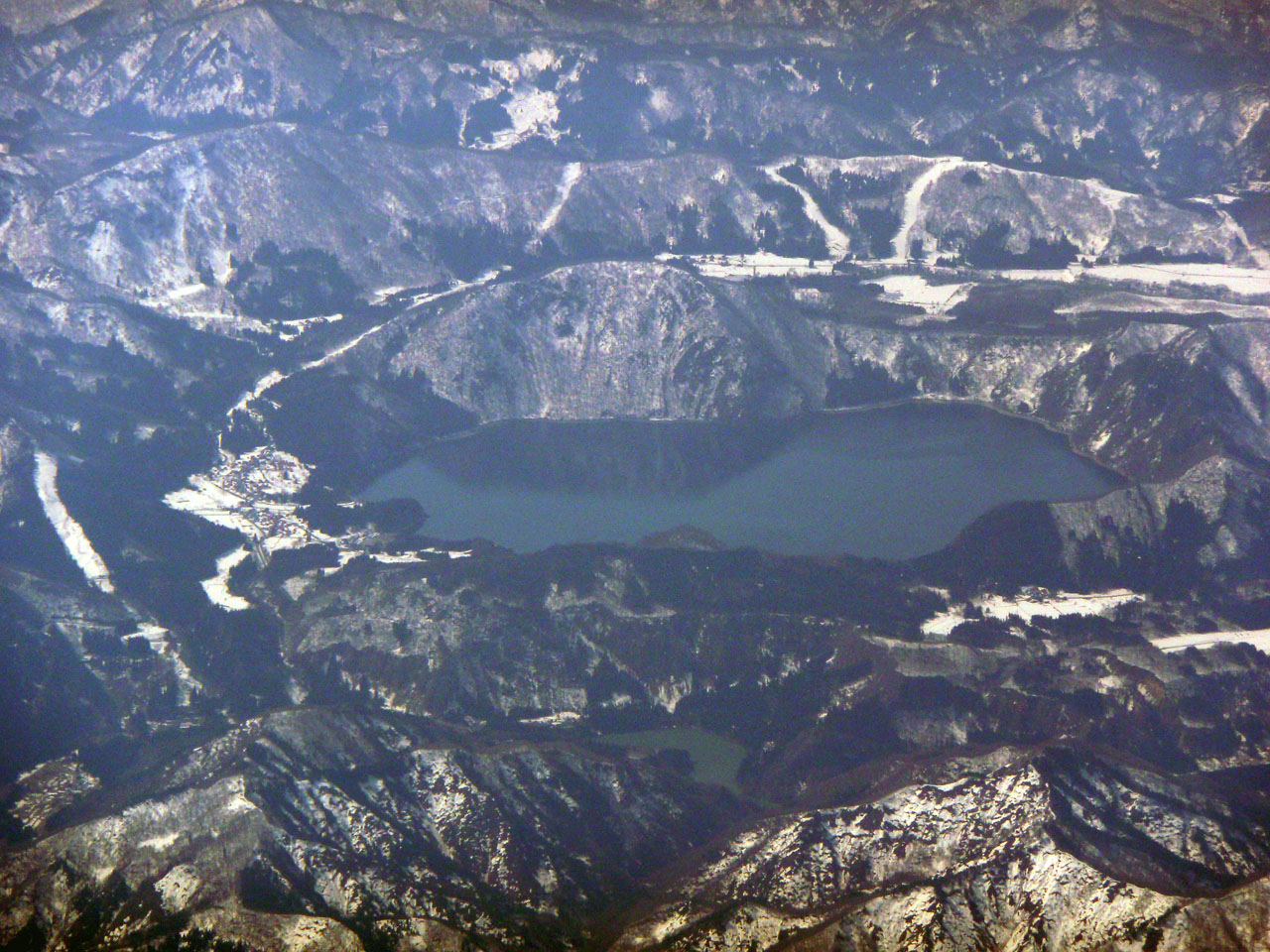
沼沢湖と直下の只見川・宮下ダム湖。

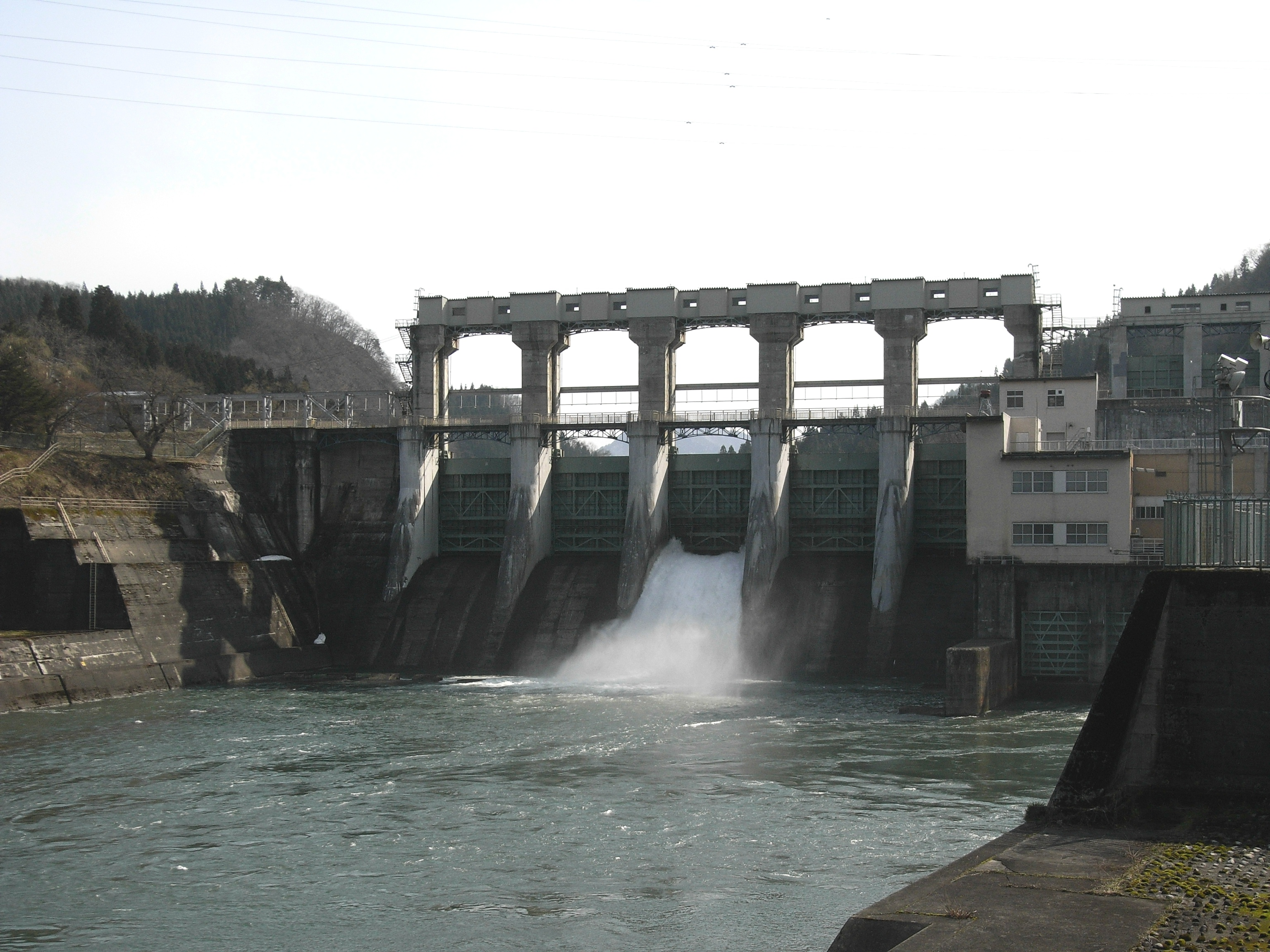
柳津ダムと柳津発電所。1952年（昭和27年）完成。

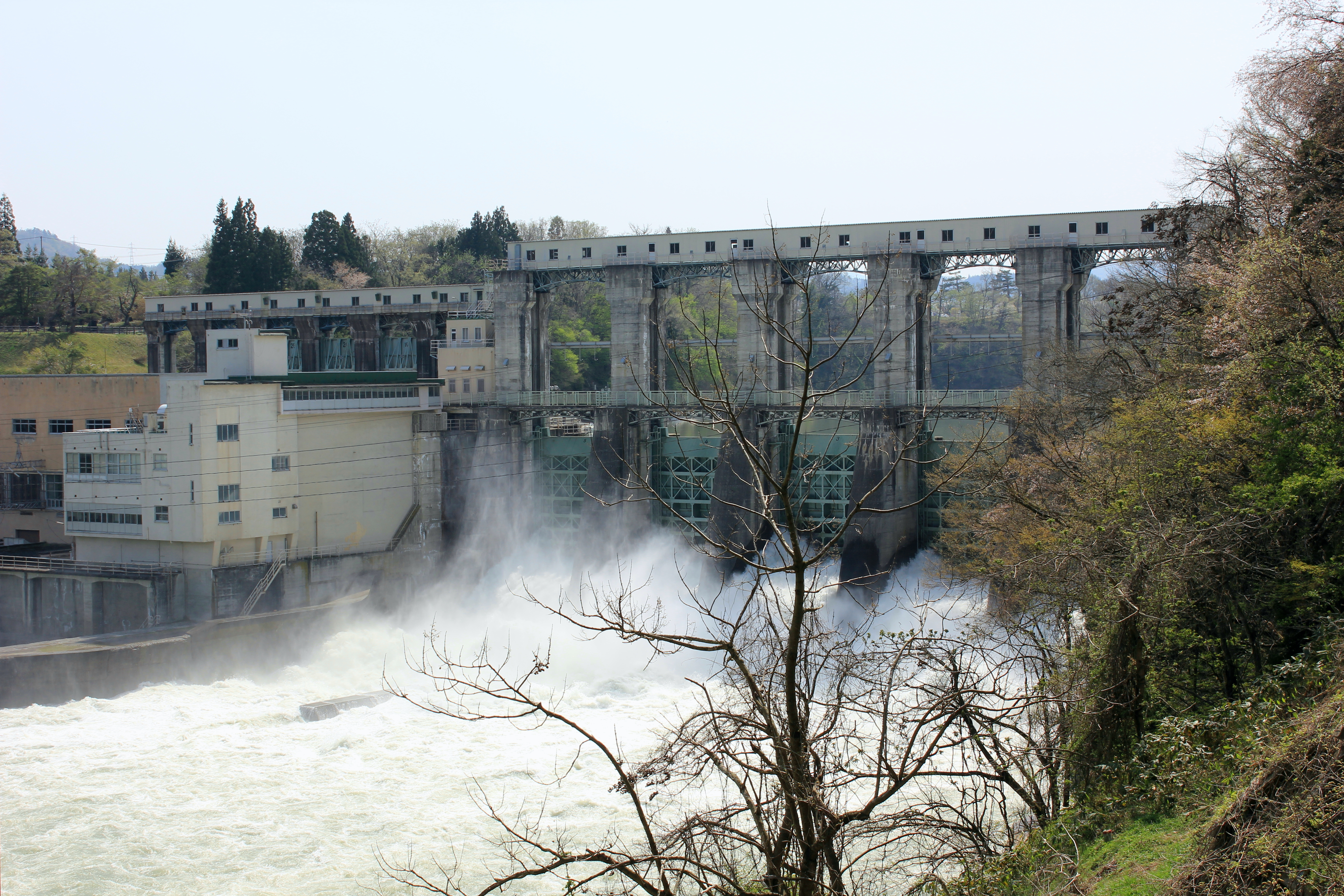
片門ダムと片門発電所。1953年（昭和28年）完成。

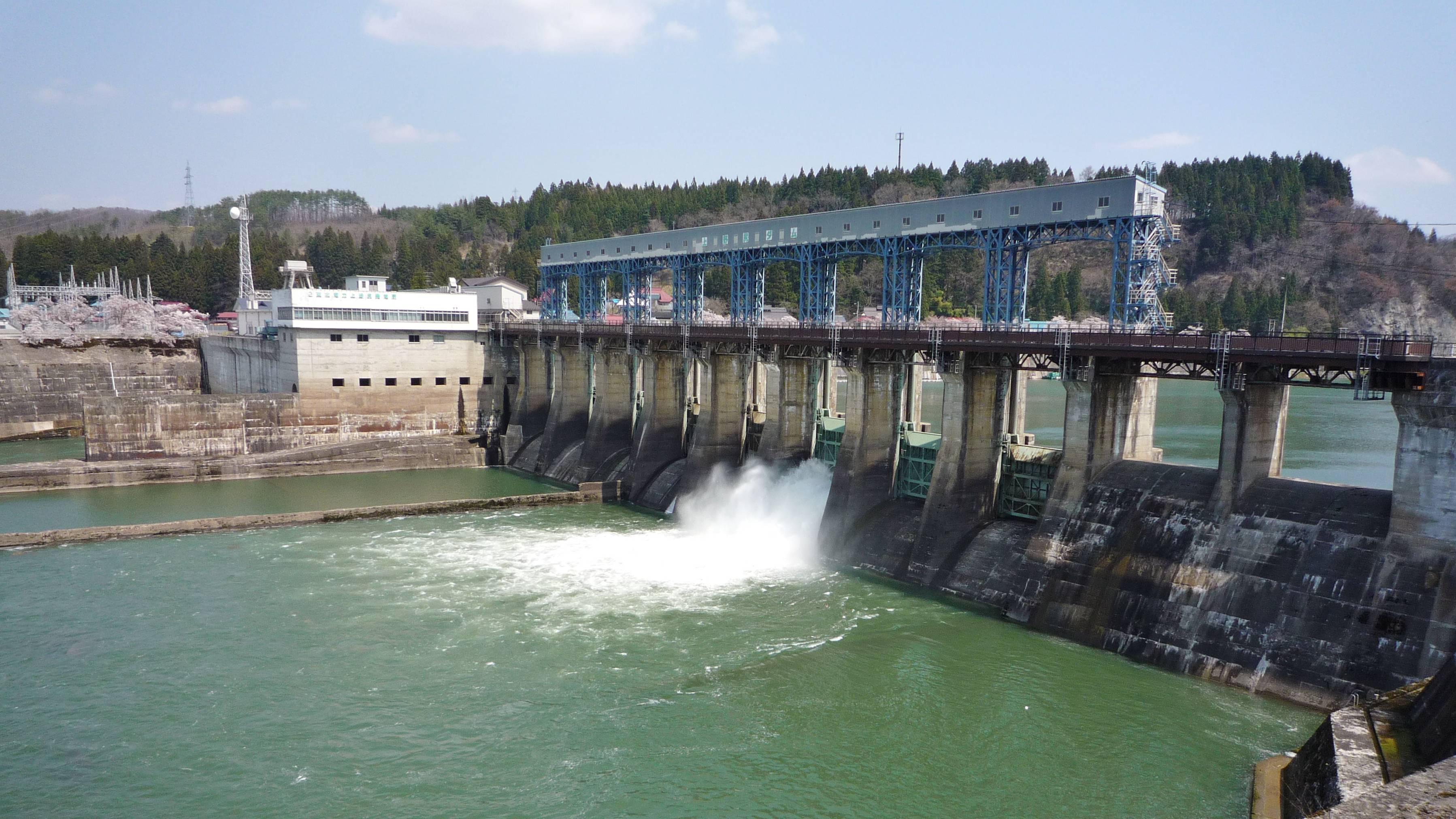
上野尻ダムと上野尻発電所。1959年（昭和34年）完成。

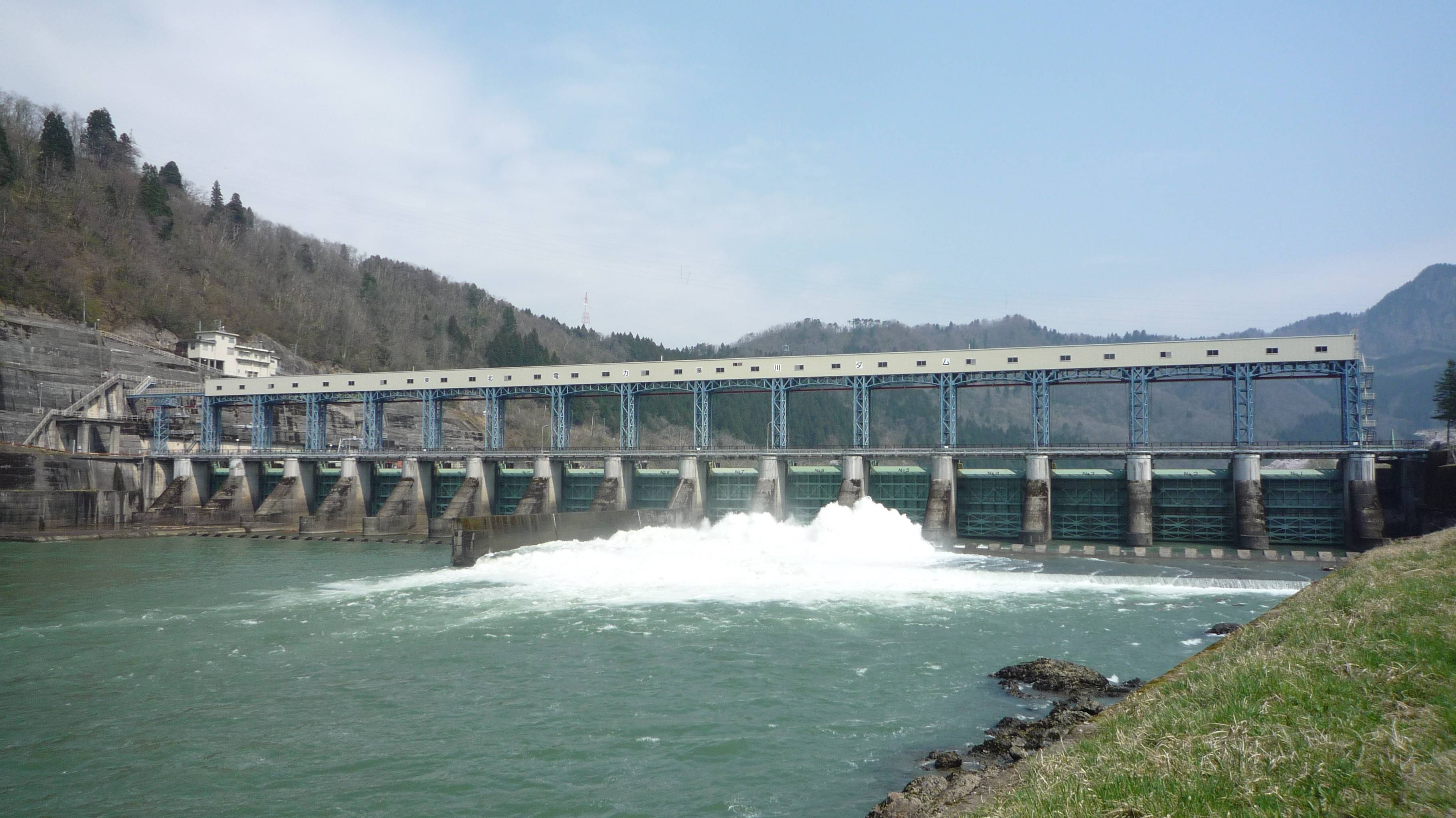
揚川ダム。只見特定地域総合開発計画で最も下流に建設されたダムである。1963年（昭和38年）完成。

当時の流域は、道路や鉄道の建設が追い付かない奥地であったこともあり、労働力の確保が問題となった。
このため宮城刑務所から受刑者を出役させて労働力を補うこととなった。1951年（昭和26年）12月に片門ダムの建設現場に刑務所の仮出張所を置き、翌年1月から100人の受刑者が送り込まれたことを皮切りに柳沢、宮下、本名、沼沢、上田の各ダム、発電所建設現場にも計850人-1000人が送り込まれた。
計画が策定された後最初に完成したのは沼沢沼発電所であった。戦前から計画されていたこの発電所は日本発送電の宮下発電所建設によって一旦中止された。だが戦後の1949年（昭和24年）1月より再開され、東北電力に継承後1952年（昭和27年）11月28日より発電が開始された。沼沢沼発電所はカルデラ湖である沼沢湖を上部調整池、既設宮下ダムを下部調整池として最大4万3600キロワットを発電する。当時揚水発電としては日本最大、世界でも屈指の揚水発電所と呼ばれた。
沼沢沼発電所に続いて宮下ダムの下流に柳津ダム・柳津発電所（出力5万キロワット）が1年6ヶ月という突貫工事で1952年（昭和27年）完成。同時に建設が開始された只見川最下流部の片門ダム・片門発電所（出力3万8000キロワット）がやや遅れて1953年（昭和28年）6月に運転を開始した。水利権で東京電力と係争した本名ダム・本名発電所（出力7万8000キロワット）は1954年6月より一部運転を開始し、1959年（昭和34年）からは全出力運転を開始した。本名発電所は東北電力が管理する只見川流域の一般水力発電所の中では完成当時最大の出力を誇った。上田ダム・上田発電所（出力6万3900キロワット）は1954年3月より運転を開始し、1960年（昭和35年）に発電機を増設して現在の出力になった。その後宮下・柳津・片門の各発電所は出力を増強している。
電源開発が担当した只見川上流部ではまず田子倉ダムが先陣を切った。事業着手後補償問題を経て1955年（昭和30年）にダム本体の工事に着手し1959年には貯水を開始。段階的に発電能力を増強しながら工事を進め、1961年（昭和36年）11月に全事業を完成させた。出力38万キロワットは近年まで日本最大の出力を誇る一般水力発電所であった。続いて田子倉ダム下流16キロメートルの地点に滝ダム・滝発電所（出力9万2000キロワット）を1959年（昭和34年）7月に着工、田子倉発電所が放流する水を貯水して下流の水量を一定に保つ逆調整池としての機能を持ち1961年（昭和36年）12月完成した。そして只見川最大の奥只見ダムは厳しい自然と闘いながら1953年より工事を開始、奥只見シルバーラインなどの輸送用道路建設に続いて本体工事に着手。1962年（昭和37年）6月9日完成した。出力36万キロワットは田子倉発電所に次ぐ日本第二位の規模を誇る発電所であった。続いて着手されたのは奥只見ダム直下流に建設された大鳥ダム・大鳥発電所（出力9万5000キロワット）で、当初の計画にあった前沢ダムの規模を大幅に縮小した形で建設され、1964年（昭和39年）12月に完成した。
最後に着手されたのが大津岐（おおつまた）発電所（出力3万8000キロワット）で、当初は尾瀬原ダムから放流される河水が下流に影響するのを抑制するための逆調整池として、またOCIの勧告で将来尾瀬原ダムが大規模に再開発された後は揚水発電の下部調整池として只見川本流の白戸川合流点付近、尾瀬と奥只見ダムの中間に建設される予定の大津岐ダムよりトンネルで導水して発電後、奥只見湖に注ぐ支流・大津岐川に放流するという計画であった。しかし尾瀬原ダム建設に対する反対運動激化によって単独での開発に変更され、ダム地点を大津岐川に移動させて1965年（昭和40年）より工事を開始し1967年（昭和43年）12月に運転を開始した。当初重力式であった大津岐ダムは建設変更地点の岩盤が堅固でなかったことや資材運搬コストが高いことなどからロックフィルダムへ型式を変更。コスト縮減の合理化を目的にアスファルトをダム上流部に敷いて水を遮る、「アスファルトフェイシングフィルダム」と呼ばれる型式を日本で初めて採用したことが特徴である。
ここに只見特定地域総合開発計画に基づき計画された水力発電事業は一応の終結を見た。しかし奥只見ダムでは117名、田子倉ダムでは43名と労働災害によって殉職した従事者も多く、厳しい自然と険阻な峡谷という悪条件の中で首都圏と東北地方の電力供給のために命を散らした人がいたことも、忘れることの出来ない事実である。

### 阿賀野川
阿賀野川ではすでに新郷、山郷、豊実、鹿瀬の四発電所・ダムが戦前に建設されていたが、戦後も発電所の建設が進められた。
上野尻ダム・上野尻発電所（出力5万2000キロワット）は山郷発電所と豊実発電所の間、磐越西線上野尻駅付近に建設された。両発電所の間にある未使用の落差を有効に利用するために建設され、1959年（昭和34年）6月に完成した。そして只見特定地域総合開発計画で建設されたダムの中で最も下流に建設されたのが揚川ダム・揚川発電所（出力5万3600キロワット）で1963年（昭和38年）に完成する。このダムは上流にある全発電所の水量を調整し、阿賀野川下流の水量を一定に保つための逆調整池として建設されたが、ダムの集水面積が約6,728平方キロメートルと広大であるため、莫大な水量を制御するため横一列に水門が並ぶタイプの重力式コンクリートダムである。こうしたタイプのダムとしては他に船明ダム（天竜川・静岡県）、池田ダム（吉野川・徳島県）、夜明ダム（筑後川。福岡県・大分県）があり、何れも河川に建設されたダム群の中では最下流部に位置している。

### 黒又川
新潟県と福島県が激しく争った只見川分水問題の解決策として導入された黒又川の分水計画は、黒又川第一ダム・黒又川第一発電所（出力6万1500キロワット）と黒又川第二ダム・黒又川第二発電所（出力1万7000キロワット）を中心に、黒又川第三・第四発電所の四発電所を建設する計画となった。
四発電所のうち黒又川第二発電所、及び黒又川第四発電所は揚水発電を行うのが目的で、副次的に奥只見ダムの水を只見川の水が豊富な時に黒又川に導水し、黒又川第四発電所から放流して黒又川第一ダムに貯水し、越後平野への灌漑用水補給を図るのが狙いであった。最後に黒又川第三発電所を建設してこの流域の水力発電事業は完成する予定であった。
まず黒又川第一ダムと発電所が1958年（昭和33年）2月17日に運転を開始し、続いて第二ダムと発電所の建設が行われた。ところが第二ダムが当初の有効貯水容量を1000万立方メートルから5000万立方メートルに拡張したことで、越後平野へ供給する灌漑用水が黒又川単独で賄えることになった。このため新潟県は1961年9月、電源開発に黒又川第四発電所と奥只見ダムからの分水計画の中止を申し入れ、第34回電源開発調整審議会で了承されたことで只見川からの分水計画は中止され、只見川の水は全て本流で一貫して利用されることになった。こうして、新潟県長年の課題であった「只見川分流案」は、思わぬ形で解決したのである。同時に黒又川第三発電所計画も中止になり、黒又川の水力発電計画は1964年（昭和39年）1月14日に第二ダムが完成したことで終了した。なお、第二発電所の揚水発電は後に廃止され、一般水力発電所になっている。

### 伊南川
なお、只見川最大の支流である伊南川流域については計画が頓挫した。舘岩川との合流点下流に建設が予定されていた内川ダム・内川発電所計画であるが、基礎岩盤が思った以上に悪く高さ119メートル・貯水容量3億2000万立方メートルの巨大ダムを建設するには不安が生じたことや、水没物件が319戸と本計画中最大となり、交渉の難航が予想されるという理由から建設を断念。これに伴い内川ダムからトンネルで導水して8万キロワットの発電を行う辰巳山発電所計画も内川ダム中止により計画が成り立たなくなったため断念を余儀なくされた。
一方伊南川は1947年（昭和22年）から3年連続で水害の被害を受けていたこともあり建設省北陸地方建設局 が舘岩川合流点直上流部の伊南川に洪水調節を目的とした大桃ダム計画を1950年代後半より立てていた。高さ74メートル、総貯水容量1388万立方メートルの重力式ダムで、内川ダムに比べると大幅に規模は縮小しているが、東北電力はこの大桃ダムに電気事業者として参加し、2万600キロワットの出力を有する大桃発電所計画を立てた。しかしこの大桃ダム計画も地盤や水量調査といった基礎調査を行うに留まり、1960年代半ばには立ち消えとなった。これ以後伊南川本流では新規の水力発電計画は実施されず、戦前から稼働している伊南川発電所のみが残るに至った。

### 送電
発生させた電力を送電させる送電線網は、幾つかの系統に別れて配電地域に送電される。宮下発電所より下流の只見川・阿賀野川水系に建設された発電所の電力、及び黒又川第一・第二発電所の電力は東北電力へ供給される。そして、上田発電所より上流の只見川については、本名・上田両発電所の水利権問題が解決した際に東京電力と東北電力で申し合わせた、「東北電力の東京電力への電力融通」を行うために電源開発の幹線を使用して関東地方へ送電される。
これらの電力は「只見幹線」と呼ばれる超高圧送電線によって送電される。本名発電所を起点に滝・田子倉・奥只見の各発電所で発電された電力は尾瀬・赤城山麓をほぼ一直線に南へ貫き、利根川を渡河して埼玉県川越市にある南川越変電所に送られる。ここから首都圏に電力が供給されるが送電線はさらに南へ伸び、東京都町田市にある西東京変電所で終点となる。ここでは佐久間ダムなどの天竜川水系で発電された電力を送る送電線に接続されるが、日本で有数の電源地帯から送られる電力をこの変電所で融通することにより、火力発電所との連携や緊急時の電力補給に効果を有する。
只見川で発電された電力は、夏季にエアコンや工場の操業などで電力消費量が多くなるピーク時、および渇水による電力供給量低下時に供給され、安定した電力供給に資している。なお只見幹線から電力会社へ配分される電力の供給割合は東京電力75パーセント、東北電力25パーセントとなっている。

## インフラ整備

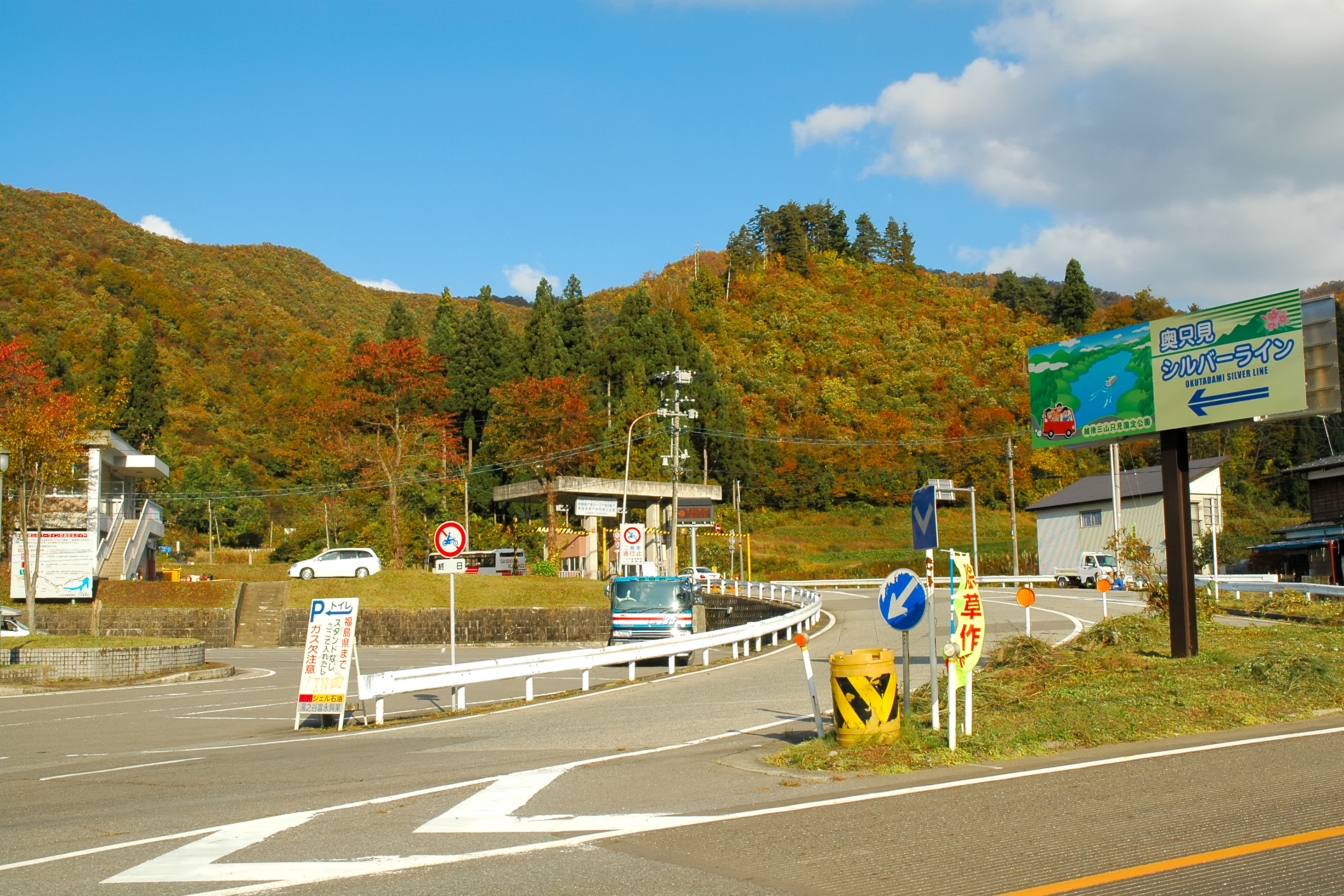
奥只見シルバーライン新潟県側入口。観光道路としての役割を担う。

只見特定地域総合開発において建設されたのは水力発電所やダムだけではなく、鉄道や道路といった地域生活に欠かせないインフラストラクチャーも整備された。
その第一に挙げられるのはJR東日本・只見線である。只見線自体は計画当時新潟県側は大白川駅まで、福島県側は会津宮下駅まで開通していた。しかし残りの区間は開通しておらず、道路事情も劣悪であったことから特に冬季は只見町中心部は完全に交通が遮断され、孤立した状況であった。田子倉ダム建設に際し、建設物資輸送ルートを電源開発は只見川下流より遡るルートと、会津田島駅から駒止峠を越えて田子倉へ向かうルート の何れかを工事用道路として検討していた。そこに国鉄が只見線を1956年9月に会津川口駅まで開通させ、ここを起点にするのが距離の短縮につながるという理由で只見川沿いのルートが選択された。
ところが、道路建設計画を立案したところ事業の長期化と工費の高騰が予見されたので、代わりに鉄道輸送による物資運搬を図る計画とした。そこで会津川口駅を基点に只見駅までの32.2キロメートルを田子倉専用鉄道として建設する計画を運輸省に申請した。運輸省は「電源開発が専用鉄道を使用した後は、撤去せずに国鉄に譲渡し営業路線として使用する」ことを条件に鉄道の敷設を許可、国鉄に工事を委託して総工費29億円で1957年8月に完成した。途中豪雨や豪雪に見舞われながらも突貫工事により20ヶ月工期を短縮しての開通であった。コンクリートを始めとする一回1,200トンにも及ぶ大量のダム建設資材を一日四往復して運搬し、工事の進捗に貢献し田子倉ダムは1961年完成する。その後は運輸省の承認条件どおり国鉄に譲渡され1963年（昭和38年）8月20日に営業路線として運用、田子倉トンネル・六十里越トンネルが完成し1971年（昭和46年）に田子倉~大白川間が開通することで只見線は全通。会津若松市と小出町 が一つに結ばれた。
一方道路については奥只見ダム建設による奥只見シルバーラインが知られている。奥只見ダムは田子倉ダムよりもさらに奥地の険阻な山岳地帯、銀山平に建設されたが、当時の銀山平は小出から片道で三日間も掛かるへき地であった。途中には枝折峠の難所があり、冬季は数メートルにも及ぶ積雪が行く手を阻んだ。奥只見ダムを建設するに当たり膨大な建設資材を運搬するには道路建設による輸送しかなかったが、当時はこの有様だったのでダム建設に先立ち湯之谷温泉付近から全長22キロメートルの工事用道路・奥只見専用道路を建設することになった。工事は1954年12月より着工を開始したが、雪崩や転落などで54人が殉職する難工事となった。だが厳しい自然との闘いを乗り越え1957年（昭和32年）11月、3年の歳月を掛けて完成するに至った。この道路の特徴は全長22キロのうち18キロがトンネルで占められ、雪の影響を最小限に抑制する工法を採ったことである。ダム完成後しばらくは管理用道路であったが1969年（昭和44年）新潟県に譲渡され有料道路として供用、1977年（昭和52年）には無料化された。現在は年間60万人ともいわれる奥只見ダムへの観光ルートとして使用されている。
また、只見川の開発を機に長らく点線国道になっていた国道252号、通称「六十里越」が1973年（昭和48年）に六十里越トンネルの開通により全通。只見と魚沼が一本につながった。しかし奥只見シルバーラインと「六十里越」は、現在においても冬季には完全通行止めとなる。従って只見~魚沼間の冬季における交通機関は只見線が唯一の手段となっており、こうした重要性もあってJRは現在も赤字である只見線を廃止対象とはしていない。

## その後

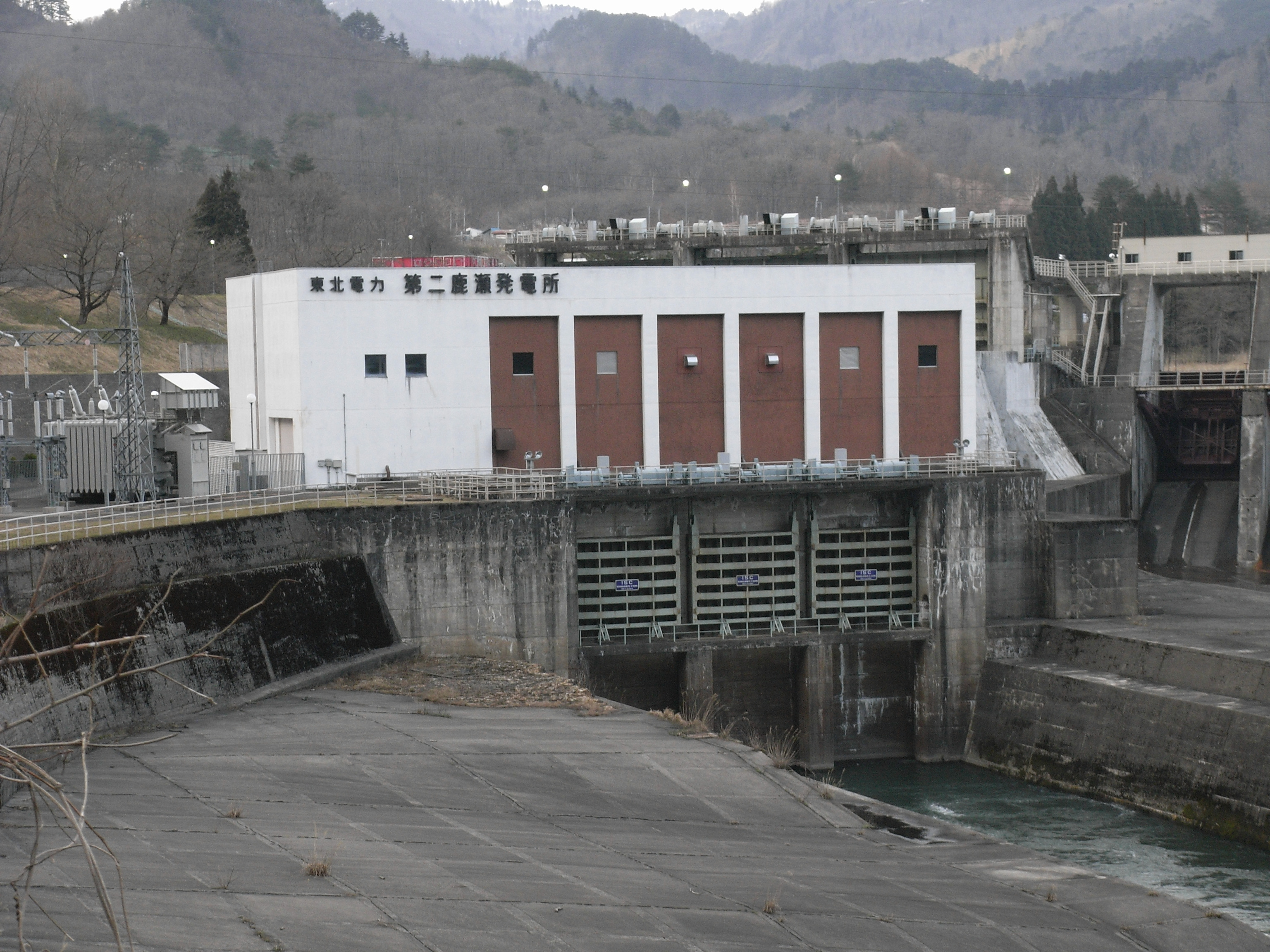
第二鹿瀬発電所。夏季のピーク時に対応するために増設された。1973年（昭和48年）完成。

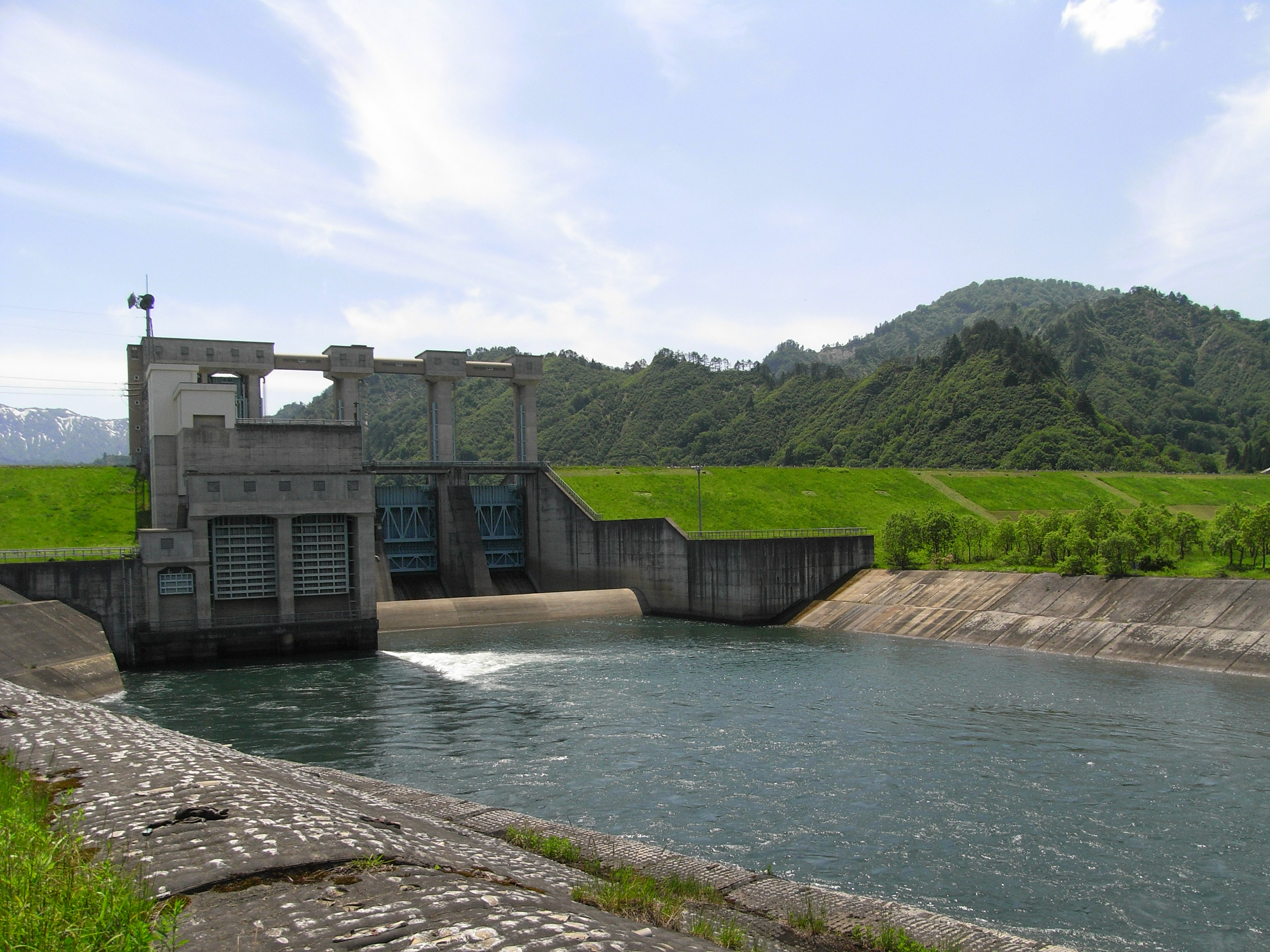
只見ダムと只見発電所。
1989年（平成元年）完成。只見川流域最後のダムである。

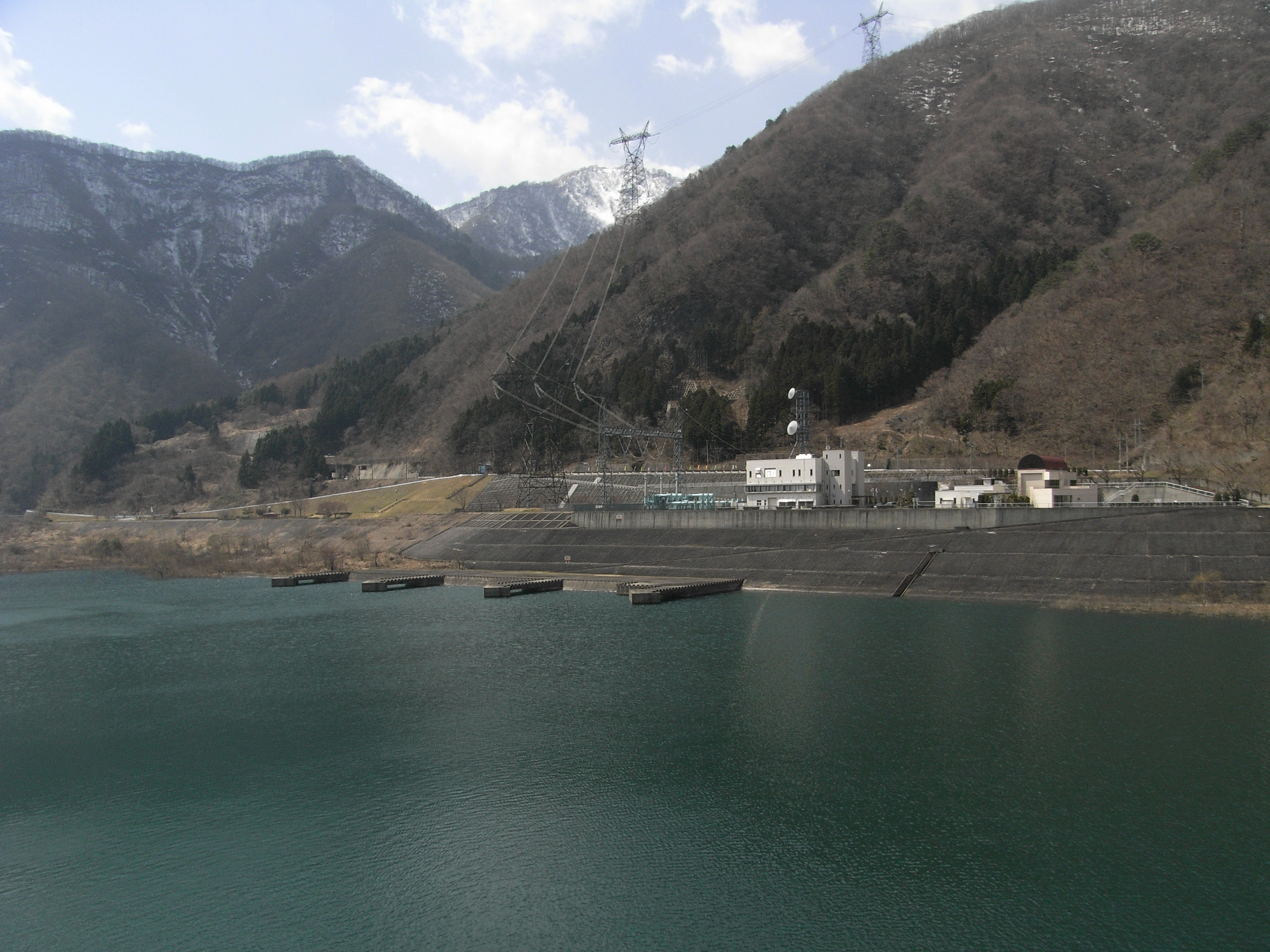
下郷発電所。阿賀野川水系最大の水力発電所。1988年（昭和63年）運転開始。

### 再開発事業
只見特定地域総合開発計画は1967年頃には大方の事業を終了した。この頃には電力開発の主力は火力発電に移行、いわゆる「火主水従」になっており水力発電計画は下火になっていた。しかしオイルショックによる国産の再生可能エネルギー開発の重要性や、水力発電が火力や原子力発電に比べて即応性が高いこともあって、年々需要が高まる夏季のピーク時発電に対応するため、水力発電の再開発が全国各地で行われた。また火力や原子力との連携を図りやすい揚水発電が注目された時期でもあった。
只見川・阿賀野川流域で再開発事業が着手されたのは阿賀野川初のダム式発電所・鹿瀬発電所であった。東北電力は鹿瀬発電所の対岸に第二鹿瀬発電所（出力5万5000キロワット）を1973年（昭和48年）5月10日に稼働させ、夏季のピーク時に対応できるようにした。この再開発は上流に向かって進められ、1975年（昭和50年）には第二豊実発電所（出力5万7000キロワット）、1984年（昭和59年）には第二新郷発電所（出力3万8800キロワット）が建設され、さらに第二山郷発電所（出力2万2900キロワット）が1992年（平成4年）、第二上野尻発電所（出力1万3500キロワット）が2002年（平成14年）完成し、阿賀野川の5発電所だけで18万7200キロワットが新たに開発された。
只見川では1979年（昭和54年）より只見発電所・只見ダムの建設計画が田子倉ダムの直下で行われていた。当初は1968年（昭和43年）に計画が浮上したが地元只見町の反対が強く、一旦立ち消えになっていた。しかしオイルショック以降水力発電の見直しが行われ、調査の結果田子倉・滝発電所間に残る有効落差を活用することで6万5000キロワットの電力が新たに開発でき、かつ田子倉ダムから放流される水をより効果的に逆調整することが可能であることから1981年（昭和56年）に着手した。只見町の56戸が水没することから補償交渉は難航し、水源地域対策特別措置法による補償額の増額なども図られ交渉が妥結。1989年（平成元年）に完成した。さらに奥只見発電所の増設が1999年（平成11年）に行われ、2003年（平成15年）の完成により出力を一挙に20万キロワット増強させ56万キロワットとなり、日本最大の一般水力発電所となった。また、田子倉発電所では老朽化した発電機交換が行われ、2012年（平成24年）には出力が40万キロワットとなった。
只見川の支流である伊南川の支流・黒谷川には1990年より黒谷発電所（出力1万9600キロワット）の建設が始まり、1993年（平成5年）完成した。この発電所の取水口である黒谷取水ダム は、ダム本体がコンクリートではなくゴムで出来ているゴム引布製起伏堰と呼ばれるもので、一般にはラバーダムとも呼ばれる。ゴム内部に空気を送り込むことでゴムを膨張させ、貯水を行うというメカニズムを持つダムである。この他黒又川が合流する破間川の上流には1985年（昭和60年）に新潟県によって補助多目的ダムである破間川ダムが建設されたが、電源開発はこのダムを利用して破間川発電所（出力5,100キロワット）を稼働させている。
揚水発電についても大幅に増強され、1982年（昭和57年）に第二沼沢発電所が完成した。出力は既設沼沢沼発電所の10倍に当たる46万キロワットで、東北電力の水力発電所としては最大規模である。旧時代のものとなった沼沢沼発電所は2002年（平成14年）に施設一切が撤去された。さらに電源開発は阿賀野川上流部での揚水発電事業に着手した。1971年（昭和46年）に建設省が阿賀野川本流に建設を開始した多目的ダム・大川ダムを下部調整池として利用し、大内宿の奥に上部調整池として大内ダムを建設。大川ダムの人造湖である若郷湖畔に下郷発電所を建設して出力100万キロワットと阿賀野川水系最大の水力発電所を建設した。発電所は1988年（昭和63年）のダム完成に合わせて、先行して据え付けが完了していた発電機2台が稼働を開始。1991年（平成2年）に残る2台の据え付けが完了し、全面稼働を開始した。
こうした只見川・阿賀野川における水力発電開発により、現在では総出力約370万キロワットを発電するまでになった。只見特定地域総合開発計画で計画された水力発電所は関東・東北の電力需要に対応するために建設され、その後新規に開発された発電所と合わせ今なお重要な役割を果たしている。

### 尾瀬分水案の中止
一方、利根川改訂改修計画と「只見川本流案」の採用により計画が棚上げになった尾瀬原ダムであるが、棚上げ直後の1953年より水力発電のみならず治水に利用しようとする風潮が関東地方より現れた。当時利根川流域も国土総合開発法に基づく「特定地域」の指定を受け、利根特定地域総合開発計画として具現化していた。この根幹事業として群馬県沼田市に巨大な人造湖を伴う沼田ダム計画が持ち上がったが、この沼田ダムと連携して尾瀬原ダムを治水と発電に利用するという主張が関東地方選出の国会議員より出され、1953年山崎猛を議長に「一都五県利根川治水促進大会」が開かれ尾瀬原ダムの多目的ダム化を要求した。さらに首都圏の水需要がひっ迫するに連れて今度は首都圏の水がめとして尾瀬分水を利用する動きが活発化、神奈川県を除く関東一都五県は「尾瀬水利対策期成同盟会」を組織して尾瀬原ダムと尾瀬分水の早期完成を要望した。
この間尾瀬が1960年（昭和35年）に特別天然記念物に指定されたことから東京電力はダム建設を事実上諦め、1966年（昭和41年）にはダムに拠らない尾瀬分水案を計画、尾瀬原ダム計画は凍結状態となった。しかし関東地方一都五県はダム建設による尾瀬分水を要望、これに対し豊富な只見川の水を関東に奪われることを恐れた福島県は、新潟県と共同で猛反対し東北五県にも協力を依頼した。このため本名・上田両発電所の水利権問題以来再び関東と東北が対立、水利権の許可・不許可を巡って攻防戦が繰り広げられた。
しかし連携する予定であった沼田ダム計画は1972年（昭和47年）に中止、その後こう着状態が続く中で1992年（平成4年）行政手続法施行によって東京電力は次回以降の尾瀬ヶ原の水利権保留の引き伸ばしが不可能になった。利根川上流ダム群の整備、環境保護問題の高まりや尾瀬第一・第二発電所に替わる大規模揚水発電所の相次ぐ完成で建設のメリットが無くなった東京電力は1996年（平成8年）尾瀬ヶ原の水利権を放棄 し、ここに1919年から76年続いた尾瀬原ダム計画・尾瀬分水案は消滅した。また電源開発は奥只見ダムから分水を行って信濃川水系佐梨川に揚水発電所を建設する「湯之谷揚水発電計画」を1991年より着手した。かつて新潟県が主張した「只見川分流案」に良く似た計画であったが、小説家・開高健 が立ち上げた「奥只見の魚を育てる会」などから環境破壊であるとして猛反発を受け、さらに電力需要の低下による採算性の問題から2001年（平成13年）に中止、下部調整池に予定されていた佐梨川ダム が2003年（平成15年）に中止されたことで、計画は完全に消滅した。

## 地元への影響
只見特定地域総合開発計画は只見川・阿賀野川に階段式に発電所とダムを建設する計画であり、結果現在の形になった。この大規模開発によって人造湖が多数誕生したが、それは見方を変えれば昔からある只見川の自然な風景を失わせたともいえる。事実只見川が自然の姿のまま残っているのは尾瀬ヶ原から奥只見ダムまでの間と、片門ダムから阿賀野川合流点までの間程度である。特に中州を見ることは滝ダムより下流についてはほとんどない。只見川合流点から揚川ダムまでの阿賀野川も似たような状況である。ともすれば、河川の環境破壊にも見えるがダム・人造湖の出現は反面で新たなる漁業・観光資源を作り出している。

### 漁業と河川環境

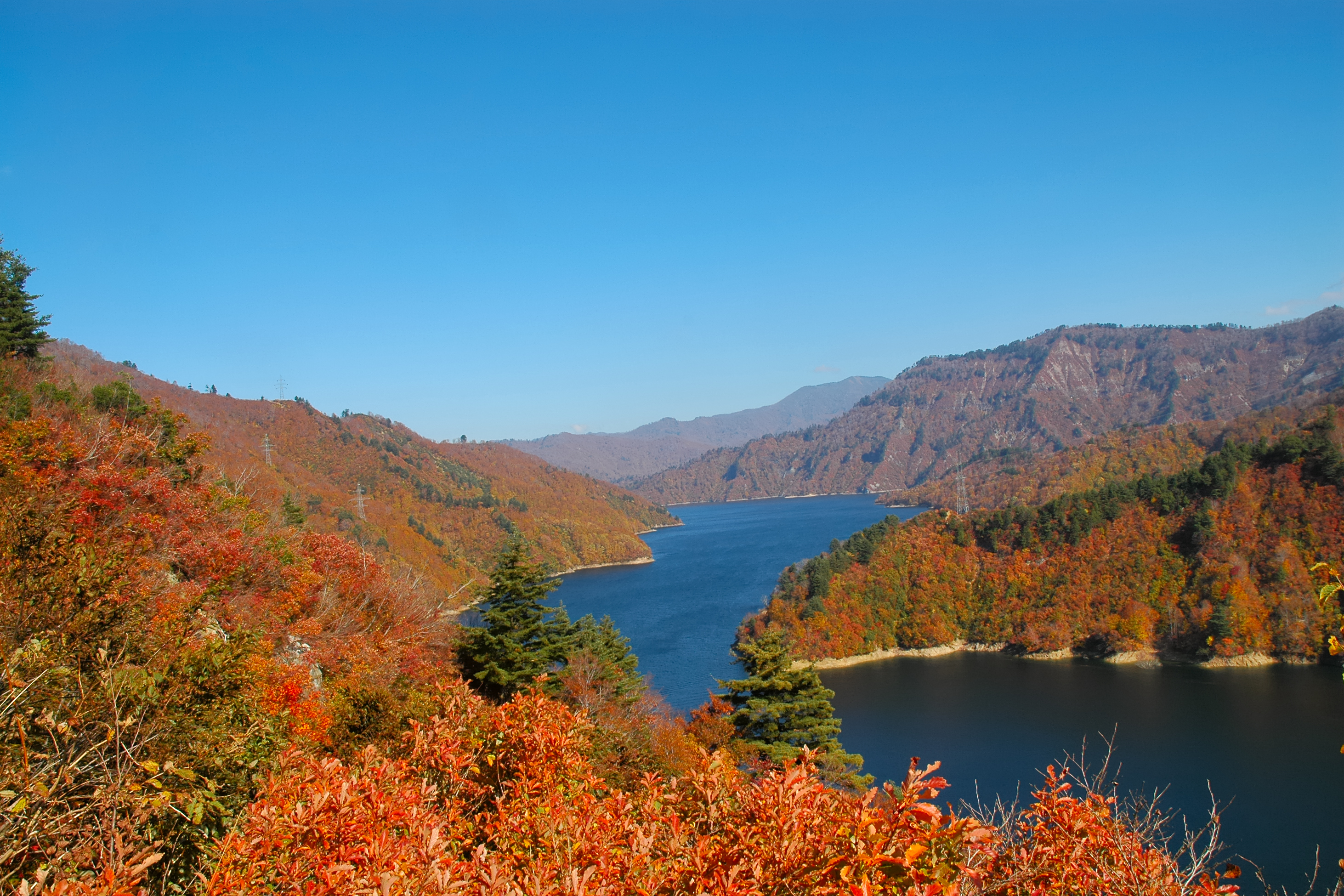
奥只見湖。
正式には銀山湖と呼ばれる。大物のイワナなどが棲息する釣りスポットでもある。

漁業資源については、階段式にダムが建設されたことにより、アユやサケなどの回遊魚が、日本海から只見川上流まで遡上することが出来なくなった。
特に只見川には、奥只見・大鳥・田子倉・本名・宮下といった高さ50メートルを超えるダムもあり、魚道の設置にも限界がある。その反面で陸封魚となったイワナなどが巨大に成長し、それが新たな漁業資源を生み出している。特に奥只見湖と大鳥貯水池、田子倉湖では60センチメートルを超えるイワナが多数棲息しており、独自の河川生態系を生み出した。
この奥只見湖に惚れ込んだのが、小説家で釣り好きとしても知られた開高健であり、当時密漁が問題となっていたイワナの保護に乗り出そうと、1975年（昭和50年）に「奥只見の魚を育てる会」を結成させた。この会を通じて、奥只見湖の一部が永年禁漁区に指定されたほか、現在ではブラックバスの密放流に対抗するため、漁業権を管理する魚沼漁業協同組合と共に新潟県に働きかけ、「外来魚リリース禁止」条例を制定させるまでに至った。その後も、バス推進派である日本釣具振興会企画のバス釣り大会を拒否するなど、生態系保護のために活動を続けている。
また只見川・阿賀野川については大井川や信濃川などのように水力発電による河川流水の途絶、すなわち「川枯れ」問題は起こっていない。河川本来の水量が豊富なこと、只見川・阿賀野川の発電方式が「川枯れ」を起こした河川における方式と異なることが理由として考えられる。
「川枯れ」を起こした河川の場合、その河川に建設されている水力発電所の発電方法はダム水路式発電所と呼ばれるものである。この場合、ダムから取水された水は直ちに河川には放流されず、山中を通るトンネルなどで別な地点に建設された発電所に送られ、放流される。このため、ダムと発電所の間はほとんど流水のない状態になる。こうなると漁業をはじめ河川生態系全般に深刻な影響を与えるばかりか、流砂サイクルの途絶により海岸侵食にも影響し、大井川では地元と電力会社の摩擦にまで発展した。
しかし、只見特定地域総合開発計画で建設された発電所のうち、奥只見・沼沢沼・宮下・揚川以外は、ダムから取水された水がダム本体に付設される発電所で発電されて、直接河川に放流されるダム式発電所の方式を採っているため、水量は少なくなっても「川枯れ」にはならない。ダム水路式を採用した奥只見ダムは以前はダム直下が「川枯れ」となっていたが、1997年（平成9年）の河川法改正によって河川環境の維持が治水・利水に並ぶ法の目的に挙げられたことで、奥只見ダムより大鳥ダムまでの河川流量を一定に維持するための放流設備を増設し、この区間の流水が復活した。なお、こうした放流を専門的には河川維持放流と呼ぶが、これを利用した小水力発電も日本各地で行われており、奥只見ダムでもこの放流を利用して、奥只見発電所とは別に2,700キロワットの発電を行っている。

### 観光

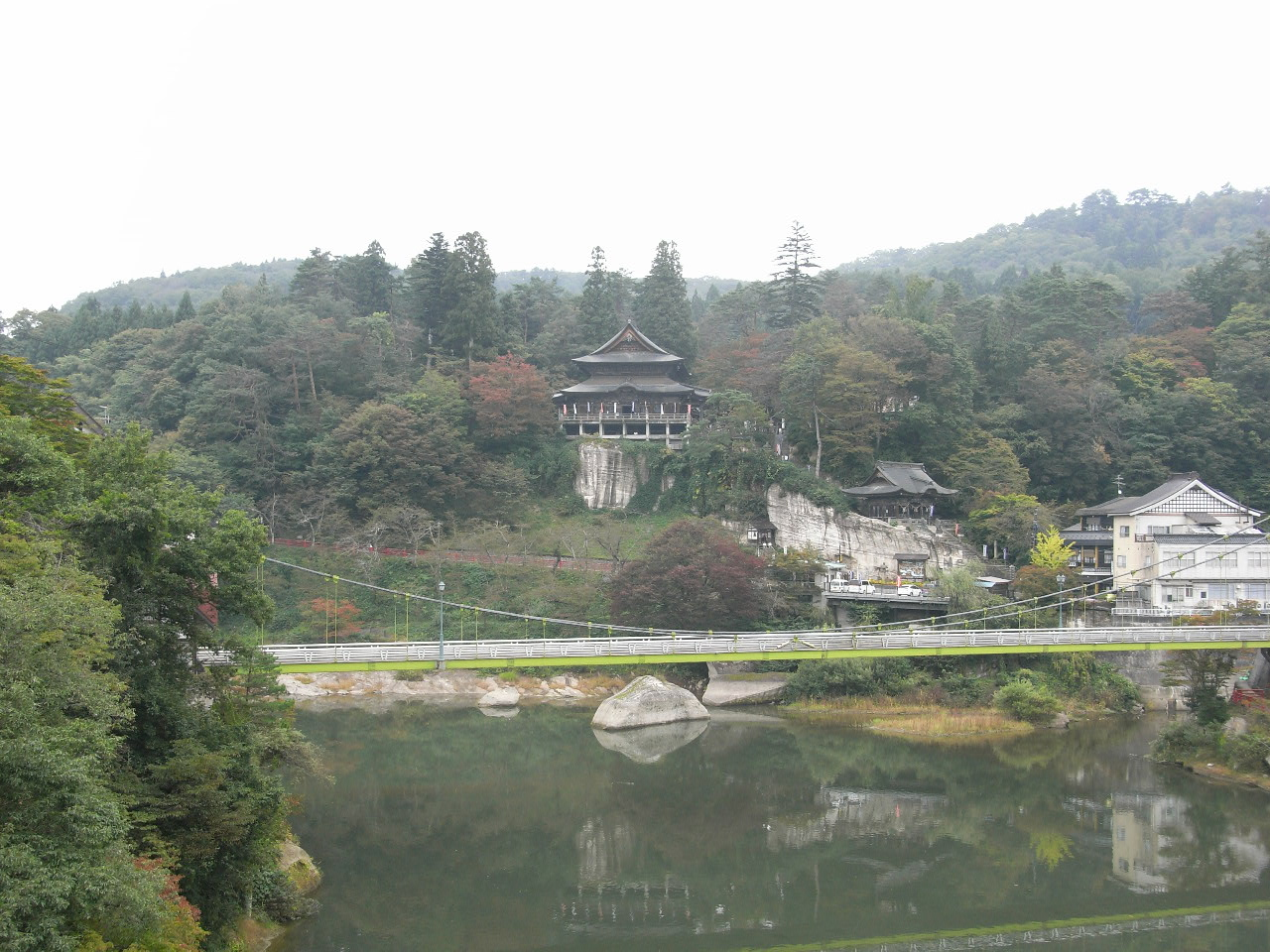
只見川片門ダム湖畔の柳津虚空蔵尊

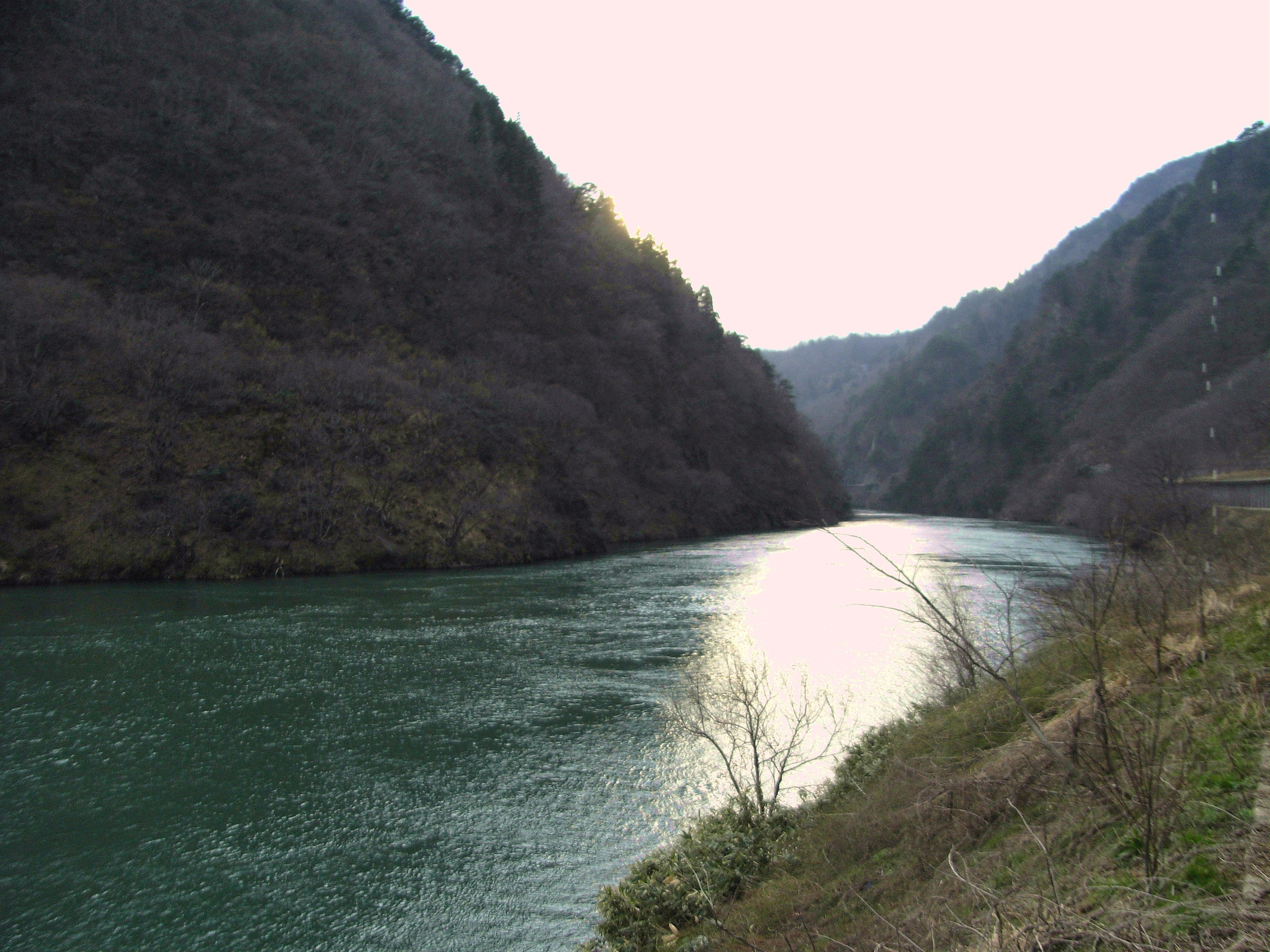
阿賀野川ライン。
福島県喜多方市から新潟県北蒲原郡阿賀町まで続く峡谷で、ダム建設により新たな風景を生み出した。写真は鹿瀬ダム調整池付近。

只見川・阿賀野川流域における観光の面ではかつて人跡まばらであった銀山平が奥只見湖の出現により新たな観光地として年間60万人もの観光客を集め、秋には色鮮やかな紅葉を遊覧船から眺めることが出来る。人造湖に架かる只見線の鉄橋は鉄道ファンの写真撮影スポットとして認知され、特に会津西方駅と会津桧原駅間にある只見川鉄橋は柳津ダム湖の景色と相まって鉄道雑誌にも掲載されるほか、道の駅まで造られた。只見温泉などの只見川温泉郷は滝ダムの人造湖である滝湖や本名ダム湖沿いに点在、柳津町にある柳津虚空蔵尊は片門ダム湖沿いにあり、湖水との景観に溶け込んでいる。国道252号や只見線から望む只見川の四季折々の景色は見る者の目を楽しませる。阿賀野川に関しても豊実ダム・鹿瀬ダム・揚川ダムによって形成された人造湖群が阿賀野川ラインを形成し、鹿瀬ダムの人造湖である鹿瀬ダム調整池では奥阿賀遊覧船が就航。座敷船から阿賀野川の峡谷美を堪能できる。
1973年（昭和48年）5月15日には奥只見ダムと田子倉ダムが越後三山只見国定公園の成立と共に区域に指定され、観光地としての色彩が強まった。さらに1994年（平成6年）河川行政を監督する建設省が従来の閉鎖的なダム管理体制を転換し、ダムを観光資源として積極的に利用する「地域に開かれたダム事業」を発表したことでダムを利用した観光利用の促進が全国各地で行われるようになった。こうした流れをさらに促し、ダム所在地域の活性化を図ることを狙いに財団法人ダム水源地環境整備センターは「ダム湖百選」事業を立ち上げ、全国各地の地方自治体より推薦のあった人造湖を「ダム湖百選」として認定することにした。只見川流域では日本屈指の巨大人造湖である奥只見湖と田子倉湖が、只見町など所在自治体からの推薦を受けて2005年（平成17年）にダム湖百選に認定された。
只見特定地域総合開発計画は電力の安定供給という大義名分の下で在りし日の只見川・阿賀野川の風景を一変させ、故郷が湖底に沈むという大きな変化と犠牲、それに伴う過疎化を地元にもたらしたが、一方でインフラの整備による冬季孤立化の脱却や、新たな観光・漁業資源を地元に与えてもいる。

## 発電所一覧
只見川・阿賀野川の発電所・ダム位置については 阿賀野川水系図 を参照。
只見川・阿賀野川の水力発電開発は大正時代より進められ、只見特定地域総合開発計画において奥只見ダム・田子倉ダムを始め多くのダムと発電所が完成した。その後も水力発電開発は進められ、現在では猪苗代系統の水力発電所を除いた合算で372万2000キロワットの電力が生み出されており、今後も首都圏及び東北地方の電力需要に大きな役割を果たす。
ここではそれら水力発電所の一覧を掲載する。只見特定地域総合開発計画に基づき計画・建設された発電所は黄色欄にて示す。
| 発電所            | 認可出力 (kW)  | 水系     | 河川            | ダム              | 型式                    | 高さ (m)   | 総貯水 容量 (千m²) | 有効 貯水容量 (千m²) | 運転開始年                    | 管理者   |
| ----------------- | -------------- | -------- | --------------- | ----------------- | ----------------------- | ---------- | ------------------ | -------------------- | ----------------------------- | -------- |
| 下郷              | 1,000,000      | 阿賀野川 | 阿賀野川 小野川 | 大川ダム 大内ダム | コンバイン ロックフィル | 75.0 102.0 | 57,500 18,500      | 44,500 16,000        | 1988年（一部） 1991年（全面） | 電源開発 |
| 大川              | 21,000         | 阿賀野川 | 阿賀野川        | 大川ダム          | コンバイン              | 75.0       | 57,500             | 44,500               | 1988年                        | 東北電力 |
| 新郷 第二新郷     | 51,600 38,800  | 阿賀野川 | 阿賀野川        | 新郷ダム          | 重力                    | 27.5       | 22,720             | 6,352                | 1939年 1984年                 | 東北電力 |
| 山郷 第二山郷     | 45,900 22,900  | 阿賀野川 | 阿賀野川        | 山郷ダム          | 重力                    | 22.5       | 7,591              | 2,193                | 1943年 1992年                 | 東北電力 |
| 上野尻 第二上野尻 | 52,000 13,500  | 阿賀野川 | 阿賀野川        | 上野尻ダム        | 重力                    | 30.0       | 12,370             | 2,802                | 1958年 2002年                 | 東北電力 |
| 豊実 第二豊実     | 56,400 57,100  | 阿賀野川 | 阿賀野川        | 豊実ダム          | 重力                    | 34.2       | 18,667             | 3,100                | 1929年 1975年                 | 東北電力 |
| 鹿瀬 第二鹿瀬     | 49,500 55,000  | 阿賀野川 | 阿賀野川        | 鹿瀬ダム          | 重力                    | 32.6       | 16,525             | 2,270                | 1928年 1973年                 | 東北電力 |
| 揚川              | 53,600         | 阿賀野川 | 阿賀野川        | 揚川ダム          | 重力                    | 19.0       | 13,748             | 5,039                | 1963年                        | 東北電力 |
| 奥只見            | 560,000 2,700  | 阿賀野川 | 只見川          | 奥只見ダム        | 重力                    | 157.0      | 601,000            | 458,000              | 1960年 2003年                 | 電源開発 |
| 大鳥              | 95,000         | 阿賀野川 | 只見川          | 大鳥ダム          | 重力アーチ              | 83.0       | 15,800             | 5,000                | 1963年                        | 電源開発 |
| 田子倉            | 400,000        | 阿賀野川 | 只見川          | 田子倉ダム        | 重力                    | 145.0      | 494,000            | 370,000              | 1959年                        | 電源開発 |
| 只見              | 65,000         | 阿賀野川 | 只見川          | 只見ダム          | ロックフィル            | 30.0       | 4,500              | 2,000                | 1989年                        | 電源開発 |
| 滝                | 92,000         | 阿賀野川 | 只見川          | 滝ダム            | 重力                    | 46.0       | 27,000             | 10,300               | 1961年                        | 電源開発 |
| 本名              | 78,000         | 阿賀野川 | 只見川          | 本名ダム          | 重力                    | 51.5       | 25,769             | 13,472               | 1954年                        | 東北電力 |
| 上田              | 63,900         | 阿賀野川 | 只見川          | 上田ダム          | 重力                    | 34.0       | 20,500             | 4,426                | 1954年                        | 東北電力 |
| 沼沢沼 第二沼沢   | 43,700 460,000 | 阿賀野川 | 只見川          | 沼沢湖 宮下ダム   | （カルデラ湖） 重力     | － 53.0    | 119,379 20,500     | 85,203 4,056         | 1952年 1982年                 | 東北電力 |
| 宮下              | 94,000         | 阿賀野川 | 只見川          | 宮下ダム          | 重力                    | 53.0       | 20,500             | 4,056                | 1946年（一部） 1949年（増設） | 東北電力 |
| 柳津              | 75,000         | 阿賀野川 | 只見川          | 柳津ダム          | 重力                    | 34.0       | 24,309             | 5,864                | 1953年                        | 東北電力 |
| 片門              | 57,000         | 阿賀野川 | 只見川          | 片門ダム          | 重力                    | 29.0       | 16,172             | 4,497                | 1953年                        | 東北電力 |
| 大津岐            | 38,000         | 阿賀野川 | 大津岐川        | 大津岐ダム        | ロックフィル            | 52.0       | 1,825              | 560                  | 1968年                        | 電源開発 |
| 伊南川            | 19,400         | 阿賀野川 | 伊南川          | －                | －                      | －         | －                 | －                   | 1938年                        | 東北電力 |
| 黒谷              | 19,600         | 阿賀野川 | 黒谷川          | 黒谷取水ダム      | ラバーダム              | 6.0        | －                 | －                   | 1993年                        | 電源開発 |
| 破間川            | 5,100          | 信濃川   | 破間川          | 破間川ダム        | 重力                    | 93.5       | 15,800             | 13,300               | 1985年                        | 電源開発 |
| 末沢              | 1,500          | 信濃川   | 破間川          | 平石川取水ダム    | 堰                      | －         | －                 | －                   | 1964年                        | 電源開発 |
| 黒又川第二        | 17,000         | 信濃川   | 黒又川          | 黒又川第二ダム    | アーチ                  | 82.5       | 60,000             | 50,000               | 1964年                        | 電源開発 |
| 黒又川第一        | 61,500         | 信濃川   | 黒又川          | 黒又川第一ダム    | 重力                    | 91.0       | 42,850             | 30,630               | 1958年                        | 電源開発 |

## 関連年表
只見川・阿賀野川の水力発電事業は1910年（明治43年）の岩代水力電気発起人・太田黒重五郎らによる水利権使用許可の申請に始まる。その後電力会社の開発競争や日本発送電による国家統制などを経て1951年（昭和26年）、只見特定地域総合開発計画の開始により奥只見・田子倉などの大規模ダム・発電所を筆頭に多くの水力発電所が建設された。その後も再開発事業や新規水力開発が行われ、今も続いている。
ここでは水力発電事業とそれに関連した事象、及び周辺の動向を含めて年表形式でまとめる。
| 年代   | 出来事 |
| ------ | --- |
| 1910年 | 岩代水力電気発起人、只見川の水利権使用許可を福島県に申請。                                                                      |
| 1918年 | 阿賀川水力電気発起人、阿賀野川の水利権使用許可を福島県に申請。                                                                  |
| 1919年 | 野沢電気、只見川の水利権使用許可を受け野沢発電所建設を計画。                                                                    |
| 1919年 | 関東水電、尾瀬沼の水利権使用許可を群馬県に申請。尾瀬原ダム計画・「尾瀬分水案」発表。                                            |
| 1928年 | 東信電気により鹿瀬ダム（阿賀野川）完成。鹿瀬発電所運転開始。                                                                    |
| 1929年 | 東信電気により豊実ダム（阿賀野川）完成。豊実発電所運転開始。                                                                    |
| 1934年 | 尾瀬沼、日光国立公園に指定。尾瀬原ダム計画、尾瀬ヶ原出口に変更。                                                                |
| 1939年 | 東信電気により新郷ダム（阿賀野川）完成。新郷発電所運転開始。                                                                    |
| 1939年 | 日本発送電発足。東京電燈・東信電気所有・計画の発電所がこれ以降接収される。                                                      |
| 1940年 | 野沢発電所計画中止。 |
| 1943年 | 日本発送電により山郷ダム（阿賀野川）完成。山郷発電所運転開始。                                                                  |
| 1946年 | 日本発送電、宮下発電所の一部運転を開始。                                                                                        |
| 1947年 | 日本発送電東北支店、「只見川筋水力開発計画概要」を発表。                                                                        |
| 1947年 | 経済安定本部と商工省、「利根川・尾瀬原・只見川総合開発計画」策定。「尾瀬分水案」の骨子がほぼ固まる。                            |
| 1948年 | 日本発送電・福島県、「只見川本流案」を発表。                                                                                    |
| 1948年 | 新潟県、「只見川分流案」を発表。                                                                                                |
| 1948年 | 日本発送電、過度経済力集中排除法の指定をGHQより受ける。                                                                         |
| 1949年 | 日本発送電により宮下ダム（只見川）完成。宮下発電所運転開始。                                                                    |
| 1949年 | 尾瀬沼から利根川水系片品川へ導水するトンネル完成。尾瀬分水一部開始。                                                            |
| 1950年 | 国土総合開発法施行。全国22地域が特定地域総合開発計画の指定対象となる。                                                          |
| 1950年 | 財団法人野口研究所、「野口研究所案」を発表する。                                                                                |
| 1951年 | 電気事業再編成令発布により日本発送電分割・民営化。東北電力・東京電力発足。                                                      |
| 1951年 | 只見特定地域総合開発計画発表。                                                                                                  |
| 1952年 | 電源開発促進法施行、電源開発発足。                                                                                              |
| 1952年 | アメリカ合衆国海外技術調査団(OCI)、「只見川本流案」による開発を勧告。第3次吉田内閣、「本流案」を採用。                          |
| 1952年 | 東京電力と東北電力による本名・上田両発電所の水利権問題勃発。                                                                    |
| 1952年 | 東北電力により日本最初の純揚水式発電所、沼沢沼発電所（只見川）運転開始。                                                        |
| 1952年 | 東北電力により柳津ダム（只見川）完成。柳津発電所運転開始。                                                                      |
| 1953年 | 吉田茂首相、「黒又川分水」による計画修正案を福島・新潟両県に提案。両県了承し「只見川分水問題」解決。                            |
| 1953年 | 「本流案」+「黒又川分流案」に基づく只見川電源開発計画開始。「尾瀬分水案」棚上げ。                                               |
| 1953年 | 尾瀬原ダムの多目的ダム化を求め、東京で一都五県利根川治水促進大会が開催。                                                        |
| 1953年 | 田子倉ダム補償事件発生。 |
| 1953年 | 東北電力により片門ダム（只見川）完成。片門発電所運転開始。                                                                      |
| 1954年 | 東京・東北両電力の合意により東京電力、行政訴訟を取り下げる。本名・上田両発電所の水利権問題解決。                                |
| 1954年 | 東北電力により本名ダム（只見川）完成。本名発電所一部運転開始。                                                                  |
| 1954年 | 東北電力により上田ダム（只見川）完成。上田発電所一部運転開始。                                                                  |
| 1956年 | 大竹作摩福島県知事と住民の東京会談により、田子倉ダム補償交渉妥結。                                                              |
| 1957年 | 滝ダム（只見川）建設に伴う「新戸」不法転入問題表面化。                                                                          |
| 1957年 | 奥只見シルバーライン、工事用道路として開通。                                                                                    |
| 1957年 | 国鉄只見線・会津川口駅と只見駅間を結ぶ田子倉専用鉄道開通。                                                                      |
| 1958年 | 電源開発により黒又川第一ダム（黒又川）完成。黒又川第一発電所運転開始。                                                          |
| 1958年 | 電源開発により末沢発電所運転開始。                                                                                              |
| 1959年 | 電源開発により田子倉ダム（只見川）完成。田子倉発電所一部運転開始。                                                              |
| 1959年 | 東北電力により上野尻ダム（阿賀野川）完成。上野尻発電所運転開始。                                                                |
| 1959年 | 本名発電所、全面運転開始。 |
| 1960年 | 電源開発により奥只見ダム（只見川）完成。奥只見発電所一部運転開始。                                                              |
| 1960年 | 上田発電所、全面運転開始。 |
| 1960年 | 尾瀬、国の特別天然記念物に指定される。                                                                                          |
| 1961年 | 新潟県、「黒又川分水」計画を取り下げる。黒又川第三・第四発電所計画中止に伴い只見川分水中止。                                    |
| 1961年 | 電源開発により滝ダム（只見川）完成。滝発電所運転開始。                                                                          |
| 1961年 | 田子倉発電所、全面運転開始。 |
| 1962年 | 奥只見発電所、全面運転開始。 |
| 1963年 | 東北電力により揚川ダム（阿賀野川）完成。揚川発電所運転開始。                                                                    |
| 1963年 | 田子倉専用鉄道、国鉄に譲渡。只見線、会津川口駅から只見駅間が開通。                                                              |
| 1964年 | 電源開発により大鳥ダム（只見川）完成。大鳥発電所運転開始。                                                                      |
| 1964年 | 電源開発により黒又川第二ダム（黒又川）完成。黒又川第二発電所運転開始。                                                          |
| 1965年 | 阿賀野川水系、河川法改正に伴い一級河川に指定される。                                                                            |
| 1966年 | 東京電力、尾瀬原ダム計画を凍結する。                                                                                            |
| 1967年 | 電源開発により大津岐ダム（大津岐川）完成。大津岐発電所運転開始。 只見特定地域総合開発計画に基づく水力発電所計画、概ね完成する。 |
| 1969年 | 奥只見シルバーライン、電源開発から新潟県へ譲渡され有料道路として供用開始。                                                      |
| 1971年 | 国鉄只見線、只見駅と大白川駅間が開通し全通。                                                                                    |
| 1973年 | 東北電力により第二鹿瀬発電所運転開始。                                                                                          |
| 1973年 | 六十里越トンネル開通し、国道252号只見~魚沼間が全通する。                                                                        |
| 1973年 | 奥只見・田子倉ダムと両ダム湖、越後三山只見国定公園に指定される。                                                                |
| 1975年 | 東北電力により第二豊実発電所運転開始。                                                                                          |
| 1975年 | 小説家・開高健、奥只見湖の密漁防止を目的に「奥只見の魚を育てる会」を発足。                                                      |
| 1977年 | 奥只見シルバーライン、無料化される。                                                                                            |
| 1982年 | 東北電力により第二沼沢発電所運転開始。                                                                                          |
| 1982年 | 電源開発が計画する只見ダム（只見川）、水源地域対策特別措置法の対象ダムに指定される。                                            |
| 1984年 | 東北電力により第二新郷発電所運転開始。                                                                                          |
| 1985年 | 新潟県営ダム・破間川ダム（破間川）完成。電源開発、破間川発電所の運転開始。                                                      |
| 1988年 | 建設省直轄ダム・大川ダム（阿賀野川）完成。電源開発・下郷発電所の一部運転と東北電力・大川発電所の運転開始。                      |
| 1989年 | 電源開発により只見ダム（只見川）完成。只見発電所運転開始。                                                                      |
| 1991年 | 電源開発により大内ダム（小野川）完成。阿賀野川水系最大の下郷発電所全面運転開始。                                                |
| 1991年 | 電源開発、只見川から信濃川水系に分水する湯之谷揚水発電計画を発表。                                                              |
| 1992年 | 東北電力により第二山郷発電所運転開始。                                                                                          |
| 1993年 | 電源開発により黒谷取水ダム（黒谷川）完成。黒谷発電所運転開始。                                                                  |
| 1995年 | 電源開発、湯之谷揚水発電計画の一環として新潟県が計画する佐梨川ダム計画に共同事業者として参画。                                  |
| 1996年 | 東京電力、尾瀬ヶ原の水利権を放棄。尾瀬原ダム計画・尾瀬分水中止。                                                                |
| 1997年 | 河川環境維持を目的に追加する河川法改正。奥只見ダム、河川維持放流設備増設工事開始。                                              |
| 1999年 | 新潟県、河川・湖沼の外来魚リリース禁止条例を定める。奥只見ダムなどでもブラックバスなどへの規制強化。                            |
| 2001年 | 電源開発、湯之谷揚水発電計画を中止。                                                                                            |
| 2002年 | 東北電力により第二上野尻発電所運転開始。                                                                                        |
| 2002年 | 東北電力、沼沢沼発電所を廃止する。                                                                                              |
| 2003年 | 電源開発により奥只見発電所増設事業完成。出力20万キロワット増大し日本最大の一般水力発電所となる。                                |
| 2003年 | 電源開発、奥只見ダムの河川維持放流設備を完成させる。同時に維持流量を利用した水力発電所が運転開始。                              |
| 2003年 | 湯之谷揚水発電計画中止に伴い新潟県、佐梨川ダム建設計画中止。                                                                    |
| 2004年 | 電源開発促進法廃止に伴い、電源開発民営化する。                                                                                  |
| 2005年 | 財団法人ダム水源地環境整備センター、奥只見湖と田子倉湖をダム湖百選に選定する。                                                  |
| 2012年 | 電源開発による田子倉発電所再開発事業が完了。                                                                                    |